# Канберра
Канбе́рра (англ. Canberra, произносится [ˈkænbᵊrə] или [ˈkænbɛrə]) — столица Австралии, один из крупнейших городов страны. Население Канберры составляет 410 301 человек (2024), а с городом-спутником Куинбиан как городской агломерации Канберра — Куинбиан достигает 462 213 человек (2021). Город является административным центром Австралийской столичной территории, которая включает в себя также небольшую сельскохозяйственную зону и национальный парк Намаджи. В 250 км к северо-востоку от Канберры находится Сидней, а в 450 км к юго-западу — Мельбурн.
В 1908 году территория современной Канберры была выбрана в качестве будущей столицы Австралийского Союза, что стало компромиссом между соперничавшими между собой за этот статус двумя крупнейшими городами страны — Сиднеем и Мельбурном. После проведённого международного конкурса на лучший дизайн за основу будущего строительства, которое началось в 1913 году, был взят план чикагских архитекторов Уолтера Берли Гриффина и Мэрион Махони Гриффин. Дизайн Канберры базировался на концепции города-сада, предполагающей обширные зоны естественной растительности, из-за чего австралийцы прозвали столицу «bush capital» (в переводе с англ. — «кустарниковая столица»). Несмотря на то, что росту и развитию города помешали Первая мировая война и Великая депрессия, после Второй мировой войны Канберра стала процветающим городом.
Канберра — резиденция австралийского правительства, на её территории расположены парламент Австралии, Верховный суд и многочисленные министерства и агентства. В городе также находятся общественные и культурные учреждения государственного значения, такие как Национальная галерея Австралии и Национальный музей Австралии. Федеральное правительство вносит крупнейший вклад в валовой продукт города и является крупнейшим работодателем в Канберре.

## Этимология
Слово «Canberra» происходит от названия диалекта местного племени нгабри, относящегося к семейной группе нгуннавал, а именно — от слова «Kanbarra», которое можно перевести с древнего языка нгунавал как «место для собраний». Это название, очевидно, использовалось для обозначения корробори, или церемониального схода у австралийских аборигенов, который проводился во время сезонной миграции племени нгуннавал и на котором ели бабочек-совок вида Agrotis infusa, чей путь миграции также проходил каждую весну через этот район.

## География

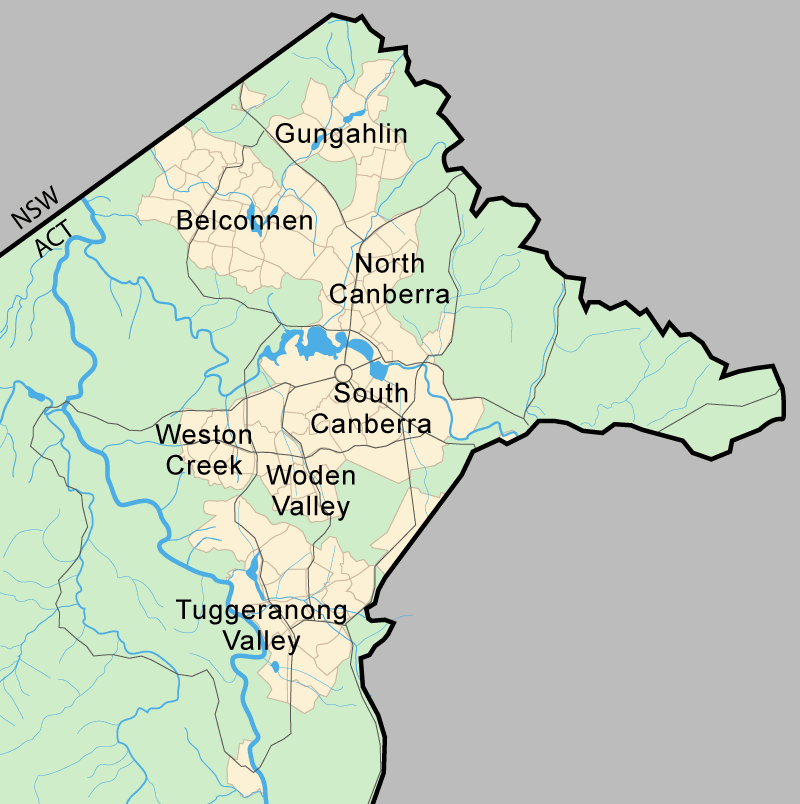
Расположение Канберры в пределах Австралийской столичной территории. Семь округов города обозначены жёлтым цветом: Северная Канберра, Южная Канберра, Уоден-Велли, Белконнен, Уэстон-Крик, Таггеранонг и Гангалин

Канберра занимает площадь 814,2 км² и расположена недалеко от гор Бриндабелла (англ. Brindabella Ranges), примерно в 150 км от восточного побережья Австралии. Город находится на холмистой равнине на высоте от 550 до 700 м. Высшая точка — гора Маджура (англ. Mount Majura, 888 м). Среди других возвышенностей выделяются горы Тейлор (англ. Mt Taylor), Эйнсли (англ. Mt Ainslie), Магга-Магга (англ. Mt Mugga Mugga) и Блэк-Маунтин (англ. Black Mountain). Канберра окружена лесами, которые представляют собой смешение эвкалиптовых саванн, лугов, лесных районов, болот и сухих эвкалиптовых лесов.
Через город протекает река Молонгло, которая перегорожена плотиной, чтобы поддерживать уровень воды в искусственном озере Берли-Гриффин, расположенном в центре Канберры. В северо-западной части Молонгло впадает в реку Маррамбиджи (англ. Murrumbidgee), текущую в северо-западном направлении в сторону города Ясс в Новом Южном Уэльсе. В пределах Австралийской столичной территории недалеко от поселения Оукс-Истейт в реку Молонгло впадает река Куеанбеян (англ. Queanbeyan River). В реки Молонгло и Маррамбиджи также впадает несколько ручьёв, например Джеррабомберра (англ. Jerrabomberra Creek) и Ярралумла (англ. Yarralumla Creek). Два из них — Джинниндерра (англ. Ginninderra) и Таггеранонг (англ. Tuggeranong) — перекрыты плотинами и образуют озёра Джинниндерра (англ. Ginninderra) и Таггеранонг (англ. Tuggeranong). До появления озера Берли-Гриффин территория Канберры постоянно подвергалась затоплению.

### Климат
| Показатель                                | Янв. | Фев. | Март | Апр. | Май  | Июнь | Июль | Авг. | Сен. | Окт. | Нояб. | Дек. | Год   |
| ----------------------------------------- | ---- | ---- | ---- | ---- | ---- | ---- | ---- | ---- | ---- | ---- | ----- | ---- | ----- |
| Абсолютный максимум, °C                   | 41,4 | 42,2 | 37,5 | 32,6 | 24,5 | 20,1 | 19,7 | 24,0 | 28,6 | 32,7 | 38,9  | 39,2 | 42,2  |
| Средний суточный максимум, °C             | 28,0 | 27,1 | 24,5 | 20,0 | 15,6 | 12,2 | 11,3 | 13,0 | 16,2 | 19,4 | 22,7  | 26,1 | 19,7  |
| Средняя температура, °C                   | 20,6 | 20,1 | 17,6 | 13,4 | 9,4  | 6,6  | 5,6  | 7,0  | 9,7  | 12,8 | 15,7  | 18,7 | 13,1  |
| Средний суточный минимум, °C              | 13,2 | 13,1 | 10,7 | 6,7  | 3,2  | 1,0  | −0,1 | 1,0  | 3,2  | 6,1  | 8,7   | 11,3 | 6,5   |
| Абсолютный минимум, °C                    | 1,3  | 3,0  | −1,1 | −3,7 | −7,5 | −8,5 | −10  | −8,5 | −6,4 | −3,3 | −1,8  | 1,1  | −10   |
| Норма осадков, мм                         | 59,3 | 56,1 | 50,8 | 46,0 | 44,7 | 41,1 | 41,3 | 46,6 | 52,3 | 62,7 | 64,2  | 52,5 | 617,4 |
| Источник: Австралийское бюро метеорологии |      |      |      |      |      |      |      |      |      |      |       |      |       |

Климат Канберры является субтропическим континентальным, но с чертами горного. По этой причине в Канберре всегда наблюдаются большие суточные колебания температуры, а лето обычно не чрезмерно засушливое.
Из-за географической широты, высотности и расстояния от побережья в Канберре отчётливо выделяются четыре сезона. Климат большинства австралийских прибрежных территорий, на которых расположены все столицы штатов и территорий страны, находится под смягчающим влиянием моря. В Канберре же лето жаркое и сухое, зимы холодные с туманами и частыми заморозками. Горы и отдельные местности покрываются снегом. Самая высокая температура, зарегистрированная в городе 1 февраля 1968 года, достигала 42,2 °C, самая низкая, зарегистрированная 11 июля 1971 года, — −10 °C. Зимой в городе иногда выпадает снег, но обычно он быстро тает. С сентября по март случаются грозы. Максимальное количество дождей выпадает весной и летом.

### Планировка города

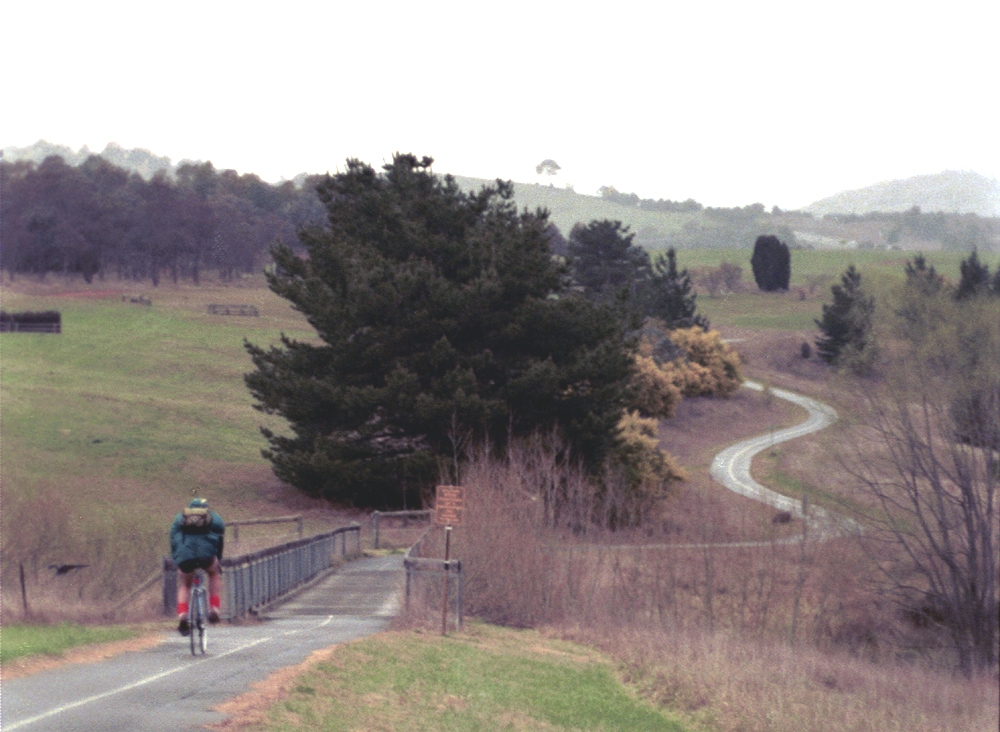
Дорожка для велосипедистов в районе Уэстон-Крик

Канберра построена на основе городского плана, разработанного американским архитектором Уолтером Бёрли Гриффином, одним из крупнейших американских архитекторов XX века. Центр города имеет систему радиальных и кольцевых улиц и разбит на две перпендикулярные оси: водную ось, тянущуюся вдоль озера Бёрли-Гриффин, и сухопутную ось, тянущуюся в северо-восточном направлении от здания парламента вдоль улицы АНЗАК-Парейд (англ. ANZAC Parade) до Австралийского военного мемориала у подножия горы Эйнсли. Территория, известная как «парламентский треугольник», сформирована тремя осями: первая тянется от Кэпитал-Хилл, где находится здание парламента, вдоль авеню Содружества (англ. Commonwealth Avenue) к деловому центру вокруг Сити-Хилла, вторая — вдоль авеню Конституции (англ. Constitution Avenue) к округу Дифенс (англ. Defence precinct) на Расселл-Хилл (англ. Russell Hill), третья — вдоль авеню Кингс (англ. Kings Avenue) к Кэпитал-Хилл (англ. Capital Hill).
Планировка остальной части Канберры исходит из трёх возвышенностей, окружающих город: гор Эйнсли, Блэк-Маунтин и Бимбери.

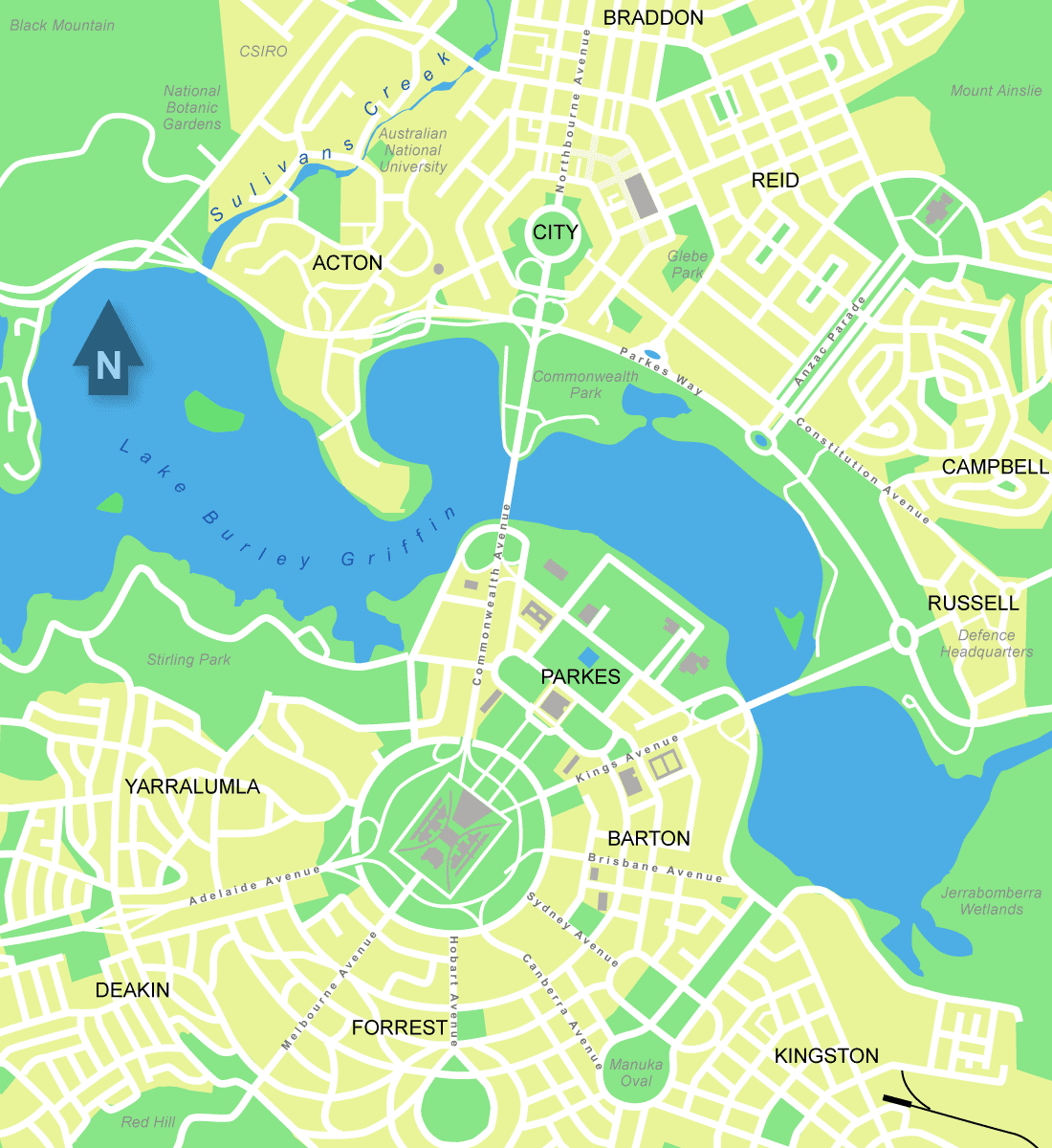
Центральная часть Канберры в основном построена на основе плана Гриффина (например, «парламентский треугольник»)

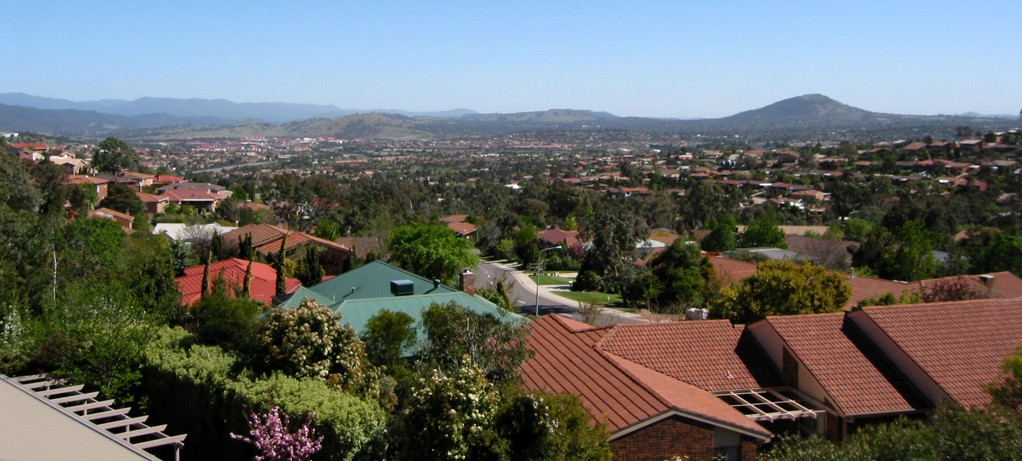
Вид на холм Таггеранонг и одноимённую долину

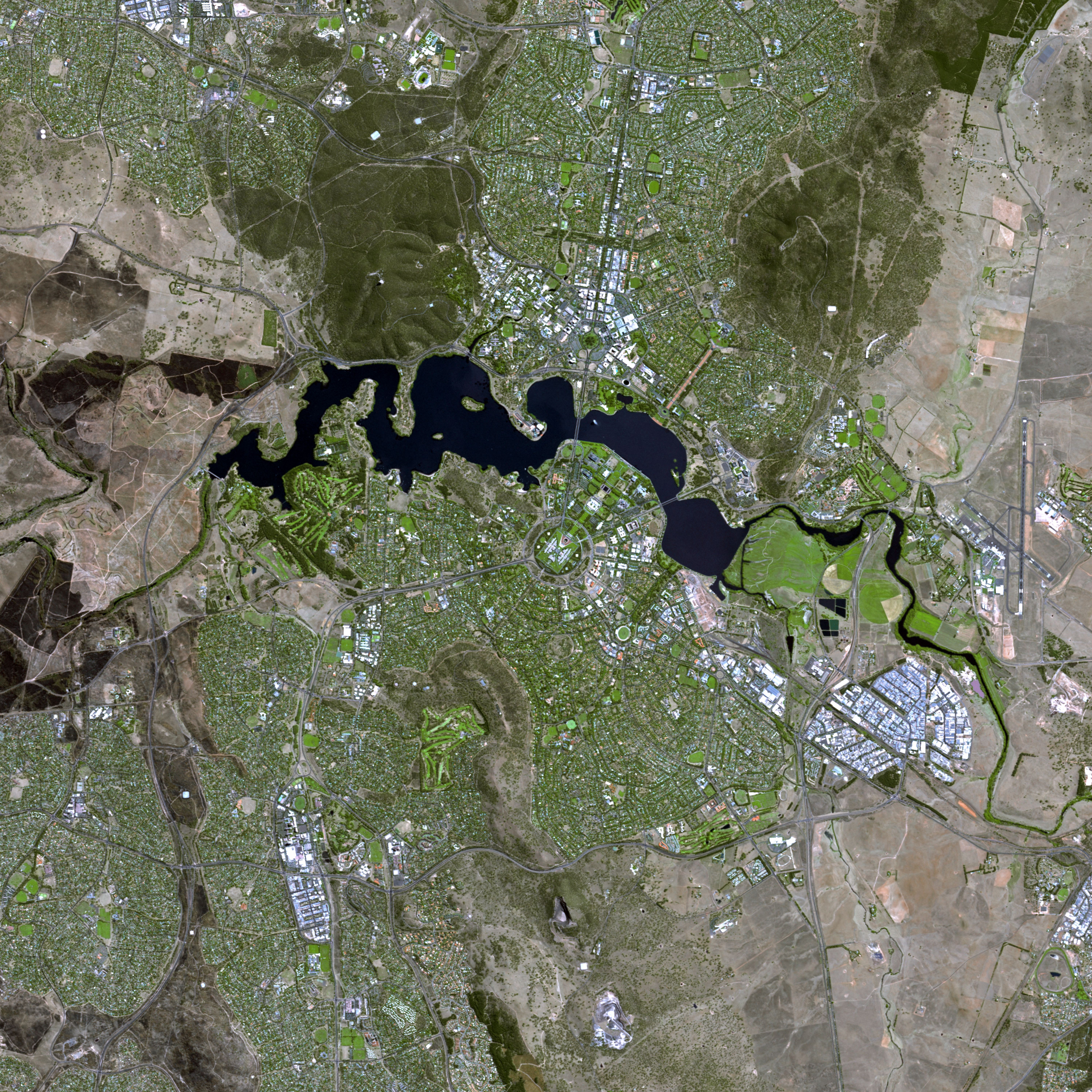
Вид на город из космоса

Городская часть Канберра имеет зонную структуру: в ней выделяются округа, городские центры, пригороды, промышленные районы и деревни. Город разделён на семь округов, каждый из которых делится на районы и имеет свой коммерческий и общественный центр. Заселение округов происходило в следующей очерёдности:
- Северная Канберра (англ. North Canberra) — в 1920—1930-х годах с последующим расширением вплоть до 1960-х годов. В настоящее время включает в себя 14 районов[25].
- Южная Канберра (англ. South Canberra) — с 1920 по 1960-е годы. Состоит из 12 районов.
- Уоден-Велли (Woden Valley) впервые заселён в 1963 году. 12 районов[26].
- Белконнен (англ. Belconnen) впервые заселён в 1967 году. 25 районов[26].
- Уэстон-Крик (англ. Weston Creek) заселён в 1969 году. 8 районов[27].
- Таггеранонг (англ. Tuggeranong) заселён в 1974 году. 19 районов[28].
- Гангалин (англ. Gungahlin) заселён в 1990-х годах. В настоящее время 7 районов, планируется расширение.

Округа Северная и Южная Канберра по большей части построены на основе плана Уолтера Берли Гриффина. В 1967 году комиссия по развитию национальной столицы приняла так называемый «Y-план», план будущего городского развития Канберры вокруг серии торговых и коммерческих территорий, известных как «городские центры» и соединённых между собой скоростными автострадами, расположение которых напоминает букву Y: в основании Y расположен округ Таггеранонг, а на концах — Белконнен и Гангалин. Развитие Канберры, в том числе, городское планирование и землепользование, находится под полным контролем правительства. Вся земля Австралийской столичной территории взята в аренду сроком на 99 лет у национального правительства.
В большинстве районов города имеются собственные магазины и, в то же время, расположены поблизости от более крупного торгового центра, который обслуживает несколько граничащих друг с другом районов. Коммунальные службы и школы часто находятся вблизи местных магазинов или торговых центров. Многие районы Канберры названы в честь бывших премьер-министров Австралии, известных граждан страны, ранних поселенцев или же используют названия, происходящие из языков австралийских аборигенов.
Улицы в отдельных районах города имеют определённую тематику, например, улицы в районе Пейдж (англ. Page) носят имена известных биологов и натуралистов, а в районе Даффи (англ. Duffy) — австралийских дамб и плотин. Дипломатические миссии иностранных государств в основном расположены в районах Ярраламла (англ. Yarralumla), Дикин (англ. Deakin) и О’Малли (англ. O'Malley). Тремя промышленными районами города являются Фишуик (англ. Fyshwick), Митчелл (англ. Mitchell) и Хьюм (англ. Hume).

## История

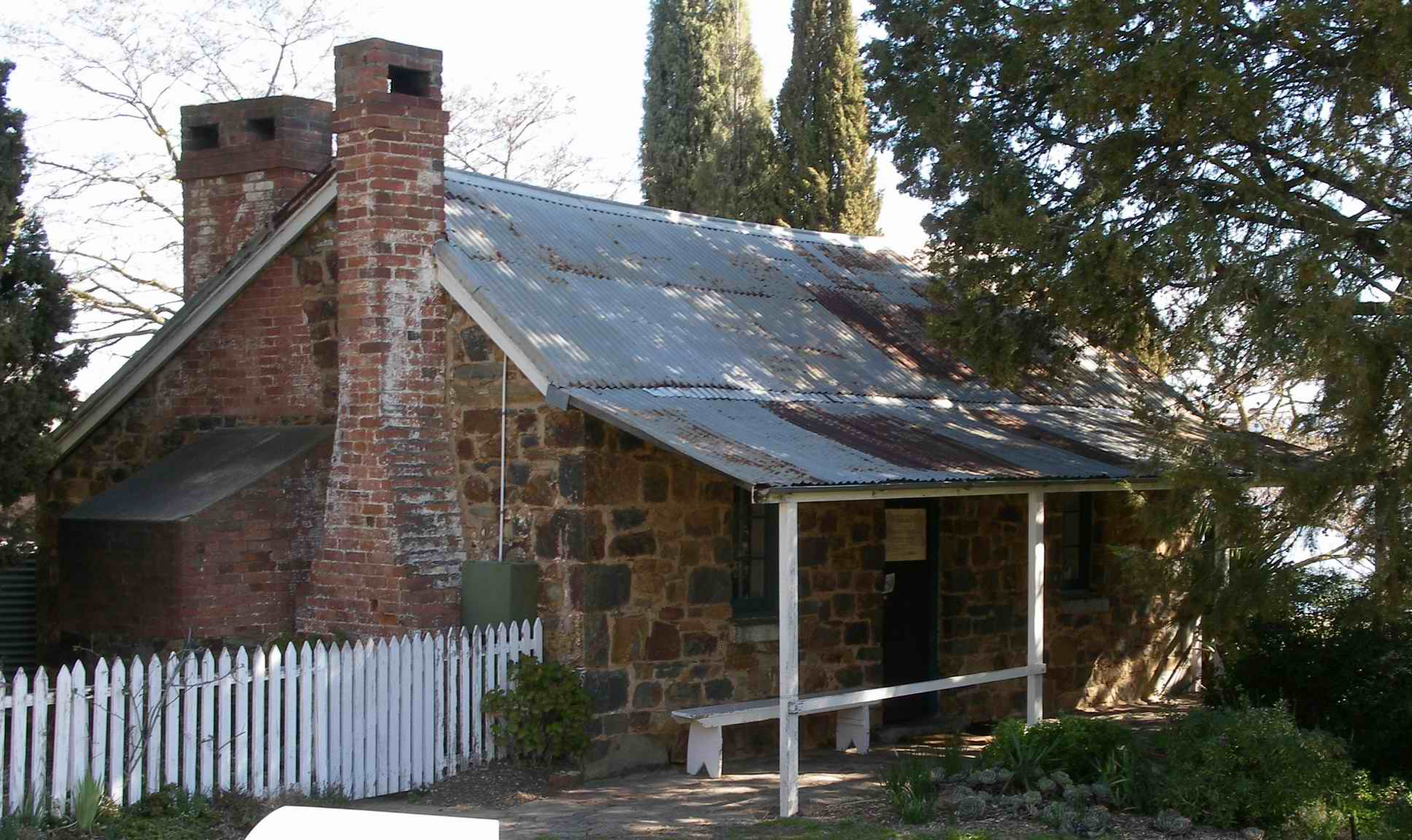
Дом семьи Бланделлсов, построенный около 1860 года, является одним из немногих зданий Канберры, сооружённых первыми европейскими поселенцами города

### Доевропейский период
До появления европейского поселения на территории современной Канберры сезонно проживали племена австралийских аборигенов — нгуннавал и валгалу. Земли к юго-востоку от города были населены племенем нгариго, к северу — гундунгурра, на побережье — юин и к западу — виратюри. Согласно археологическим данным, район современной Канберры был заселён человеком примерно 21 000 лет назад.

### Первые европейские поселенцы
Европейское исследование и заселение территории Канберры началось в начале 1820-х годов. В период с 1820 по 1824 год было проведено четыре экспедиции. Поселение же белокожих в районе датируется 1823 годом, когда рабочими, нанятыми Джошуа Джоном Муром (англ. Joshua John Moore), была построена усадьба или овцеводческая ферма на территории современного полуострова Эктон (англ. Acton peninsula). Официально эта территория была куплена им в 1826 году и названа «Canberry». На протяжении XIX века численность европейского населения района Канберры понемногу росла. Среди первопоселенцев была семья первого сиднейского торговца Роберта Кэмпбелла (англ. Robert Campbell), чей каменный дом впоследствии стал Королевским военным колледжем в районе Дантрун (англ. Duntroon). Семья Кэмпбеллов спонсировала поселение, обеспечивая работой другие семьи Канберры, которые обрабатывали их земли, например, в районе современного пригорода Канберры, Витангеры (англ. Weetangera). Среди других известных первопоселенцев были семьи Марри (англ. Murray) и Гиббисов (англ. Gibbes), которые владели с 1830-х годов по 1881 год усадьбой Ярраламла (в настоящее время резиденция генерал-губернатора Австралии). Старейшим общественным зданием, сохранившимся в центральной части города, является Англиканская церковь Иоанна Крестителя, расположенная в окрестностях Рида (англ. Reid) и освящённая в 1845 году. На кладбище в окрестностях церкви находятся многочисленные могилы первопроходцев Канберры. На фоне же увеличения доли европейцев численность австралийских аборигенов сокращалась в основном из-за таких завезённых болезней, как оспа и корь.

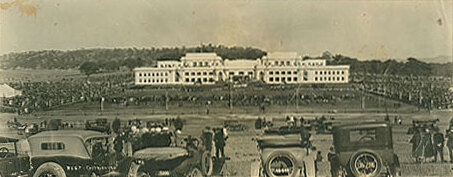
Открытие временного Здания Парламента Австралии в мае 1927 года

### Вопрос о столице Австралии
Коренные изменения в жизни района, который сначала был сельской местностью в штате Новый Южный Уэльс, а впоследствии стал национальной столицей, начались с дебатов по поводу федерализации Австралии в конце XIX века. После долгих споров о том, какой город должен стать столицей, Сидней или Мельбурн, был наконец-то достигнут компромисс: новая столица должна была быть построена в штате Новый Южный Уэльс при условии, что она будет расположена не ближе 160 км от Сиднея, а Мельбурн на время строительства города должен был стать временной столицей. Район Канберры был выбран в 1908 году после исследований, проведённых правительственным топографом Чарльзом Скривенером. Правительство Нового Южного Уэльса передало Территорию федеральной столицы (как она впоследствии стала называться) в распоряжение федерального правительства.

### Планировка и строительство будущей столицы
После проведённого международного конкурса на лучший дизайн будущей столицы 1 января 1910 года Департамент внутренних дел Австралии выбрал проект Уолтера Берли Гриффина (англ. Walter Burley Griffin) и Мэрион Махони Гриффин (англ. Marion Mahony Griffin), а уже в 1913 году Уолтер Гриффин был назначен директором по проектированию и дизайну федеральной столицы, и сразу же началось строительство. 12 марта 1913 года городу было официально дано современное название. Это сделала леди Денман (англ. Lady Denman), жена генерал-губернатора Австралии Лорда Денмана. Церемония проходила на холме Курраджонг (англ. Kurrajong Hill), на котором впоследствии расположилось здание парламента Австралии. День Канберры ежегодно празднуется в городе и Австралийской столичной территории во второй понедельник марта.

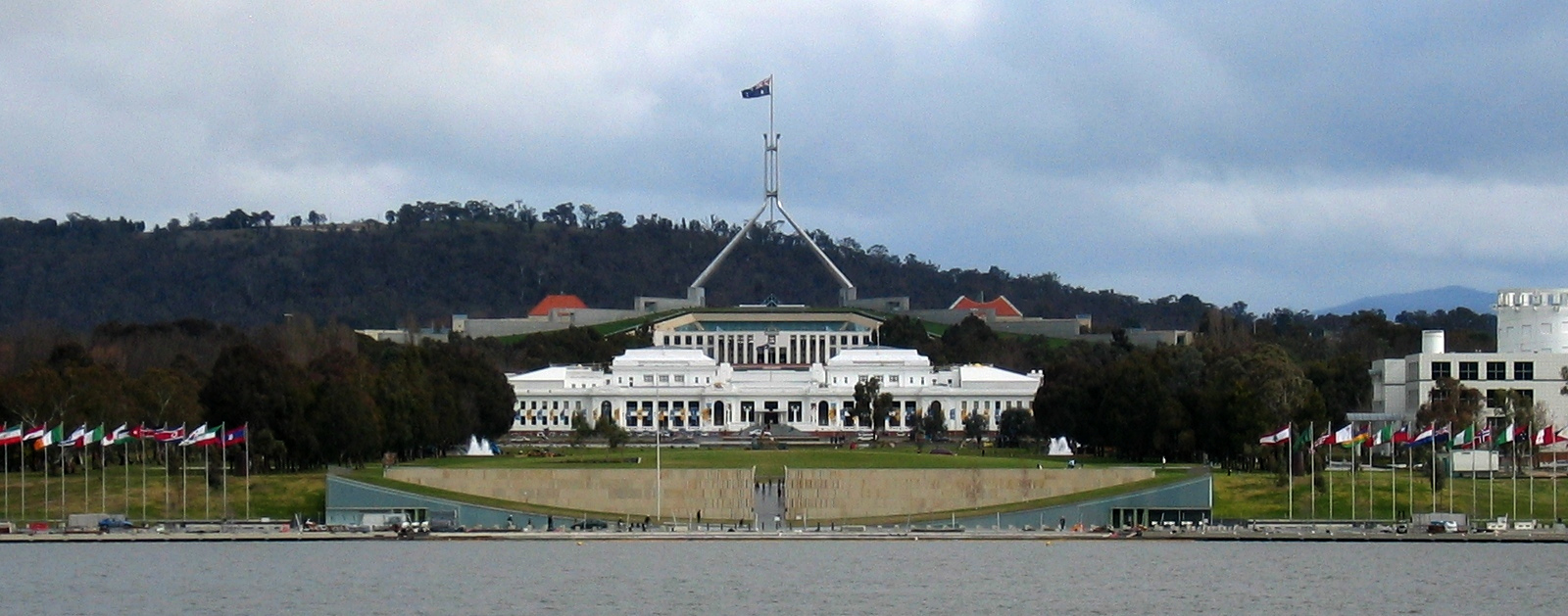
Новое здание Парламента возвышается прямо над старым (на переднем плане)

### Неустойчивое развитие города
Федеральное правительство переехало в Канберру 9 мая 1927 года, в день открытия временного здания парламента страны. Премьер-министр Австралии, Стэнли Брюс (англ. Stanley Bruce), официально поселился в своей резиденции за несколько дней до этого. Запланированное развитие города значительно замедлилось в годы Великой депрессии 1930-х годов и во время Второй мировой войны. Некоторые проекты, например, здания католического и англиканского соборов, так и не были реализованы.
Экономика Канберры в значительной мере продолжает зависеть от федерального правительства и поэтому подвержена колебаниям в зависимости от структуры федерального бюджета.

### Развитие Канберры после Второй мировой войны
Развитие города ускорилось уже после Второй мировой войны, при этом столица вышла за границы первоначального плана развития. После войны в Канберру из Мельбурна переехали несколько министерств вместе с государственными служащими. Одновременно при поддержке правительства началась постройка жилых комплексов, чтобы обеспечить жильём растущее население города. Северная и южная часть Канберры были застроены в 1950-х годах, округа Уоден-Велли (англ. Woden Valley) и Белконнен (англ. Belconnen) — в середине и конце 1960-х годов. В 1964 году было закончено строительство искусственного озера Берли-Гриффин.
27 января 1972 года перед парламентом развернулось палаточное посольство австралийских аборигенов с целью привлечения внимания к правам коренного населения и земельным вопросам. 9 мая 1988 года было открыто Новое здание Парламента Австралии, более просторное чем предыдущее. В декабре 1988 года после принятия Закона о парламенте Австралийского Союза Австралийская столичная территория стала полностью самоуправляемым образованием. В феврале 1989 года были проведены первые выборы, и уже 11 мая 1989 года начала свою работу законодательная ассамблея в составе 17 членов. Первое правительство Австралийской столичной территории было сформировано Австралийской лейбористской партией. Главным министром впервые стала женщина — Розмари Фоллетт (англ. Rosemary Follett).
18 января 2003 года некоторые районы Канберры сильно пострадали от лесных пожаров, в результате которых погибло четыре человека, а 491 здание и главный исследовательский телескоп и лаборатория в обсерватории Австралийского национального университета на горе Стромло (англ. Mount Stromlo) были полностью уничтожены.

## Правительство

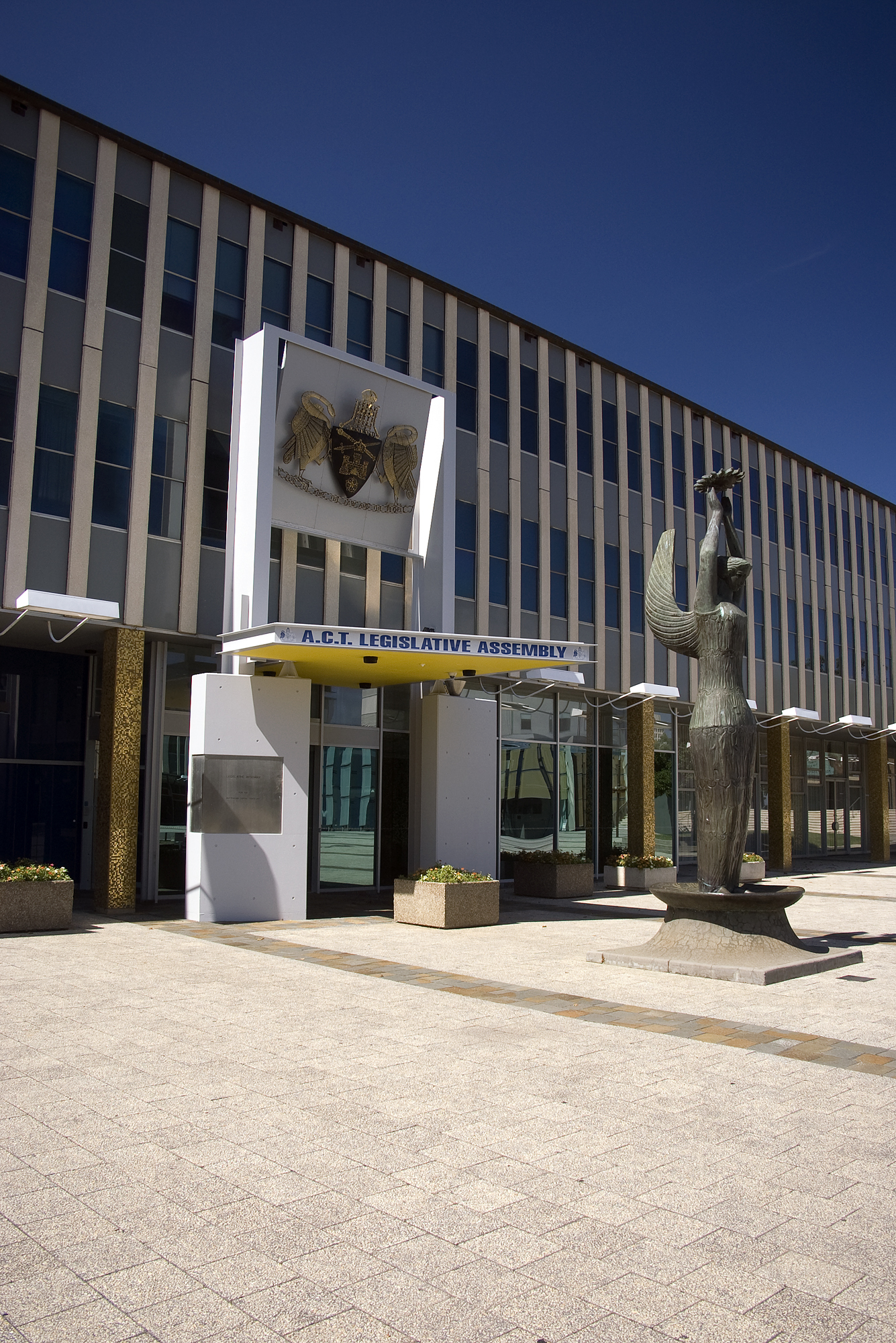
Здание законодательной ассамблеи АСТ и скульптура «Этос» у входа (Том Басс, 1961)

За пределами Канберры в Австралийской столичной территории нет поселения, большего деревни. Законодательная ассамблея Австралийской столичной территории является одновременно городским советом и территориальным правительством. Ассамблея состоит из 17 членов, избранных от трёх округов на основе пропорционального представительства. Этими округами являются Молонгло, Кинниндерра и Бриндабелла, которых представляют соответственно семь, пять и пять депутатов. Главный министр избирается членами законодательной ассамблеи. Впоследствии он назначает четырёх министров, которые вместе с главным министром образуют исполнительный орган, который неофициально называют «кабинет».

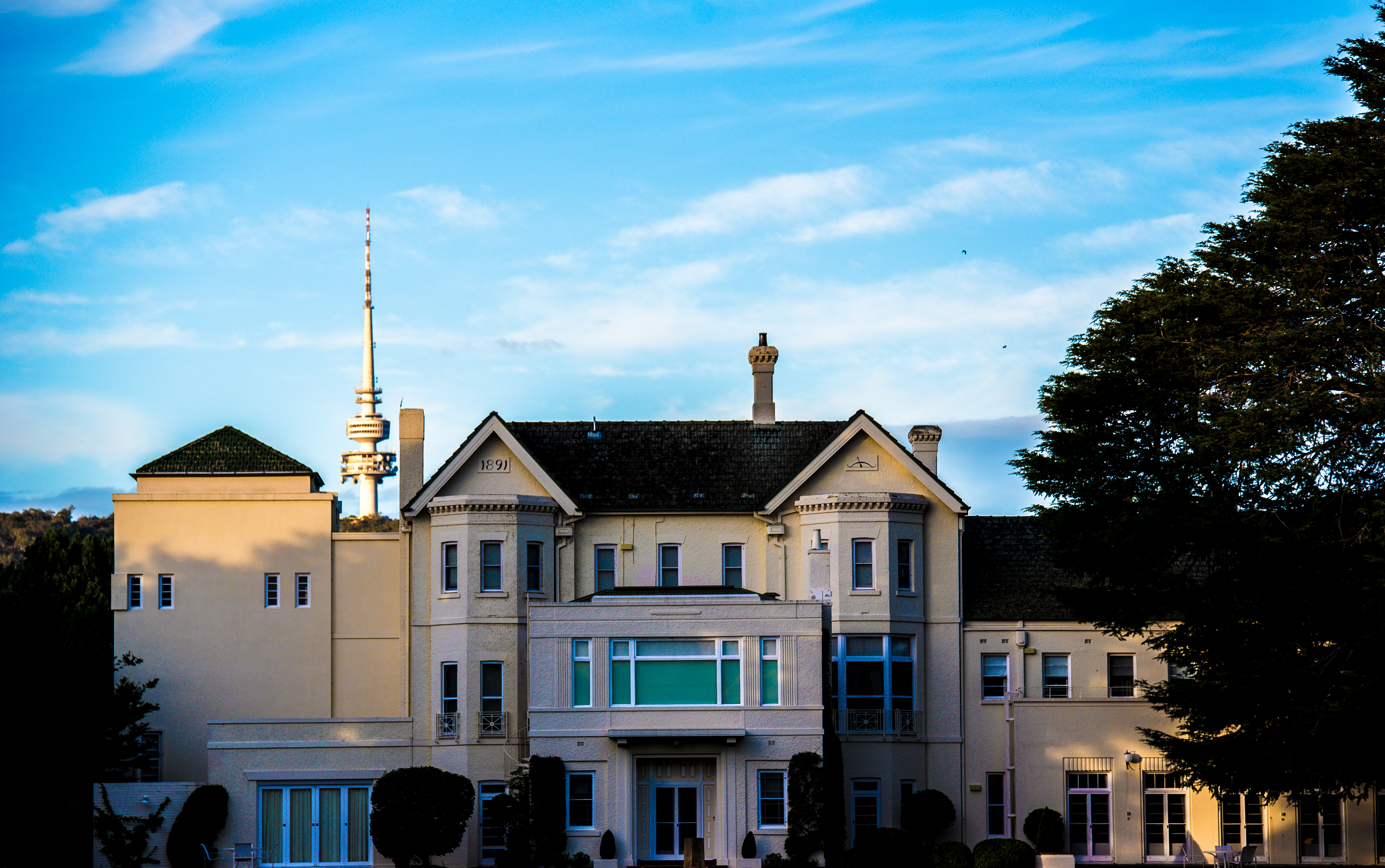
Дом губернатора в Канберре — официальная резиденция генерал-губернатора Австралии

Австралийское национальное правительство в некоторой степени контролирует деятельность правительства Австралийской столичной территории. В административной сфере это проявляется через работу Официального органа национальной столицы (англ. National Capital Authority), который несёт ответственность за планирование и развитие тех районов Канберры, которые имеют государственное значение или находятся в пределах плана Гриффина, например, «парламентский треугольник», основные подъездные дороги, районы, где правительство сохранило за собой право собственности, или незастроенные холмы и горные хребты, которые образуют часть Природного парка Канберры. Национальное правительство также сохранило за собой некоторую степень контроля над законодательной ассамблеей Австралийской столичной территорией. Компетенция федерального правительства регламентируется положениями «Закона об Австралийской столичной территории» от 1988 года. Этот закон является конституцией для столичной территорией и регламентирует круг подконтрольных ему вопросов (в том числе, объём законодательной власти ассамблеи).
По соглашению с правительством Австралийской столичной территории полицейские функции в городе осуществляет австралийская федеральная полиция. Рассмотрение различных уголовных дел проводится либо в магистратском суде Австралийской столичной территории, либо в Верховном суде территории (наиболее тяжкие преступления). До 2008 года тюрем в Австралийской столичной территории не было, и заключённые отбывали свой срок в штате Новый Южный Уэльс. 11 сентября 2008 года открылся исправительный комплекс Александр Маконоки, названный в честь сотрудника системы исправительных учреждений погибшего от СПИДА, после нападения на него осужденного использовавшего в качестве оружия наполненный зараженной кровью шприц. Центр осуществляет как тюремную функцию, так и места предварительного заключения территории. Гражданские и другие неуголовные дела рассматриваются в трибунале мелких претензий (англ. Small Claims Tribunal) и семейном суде (англ. Family Court).
В законодатетельном собрании территории представлены Лейбористы, Либералы и Зелёные.

## Экономика

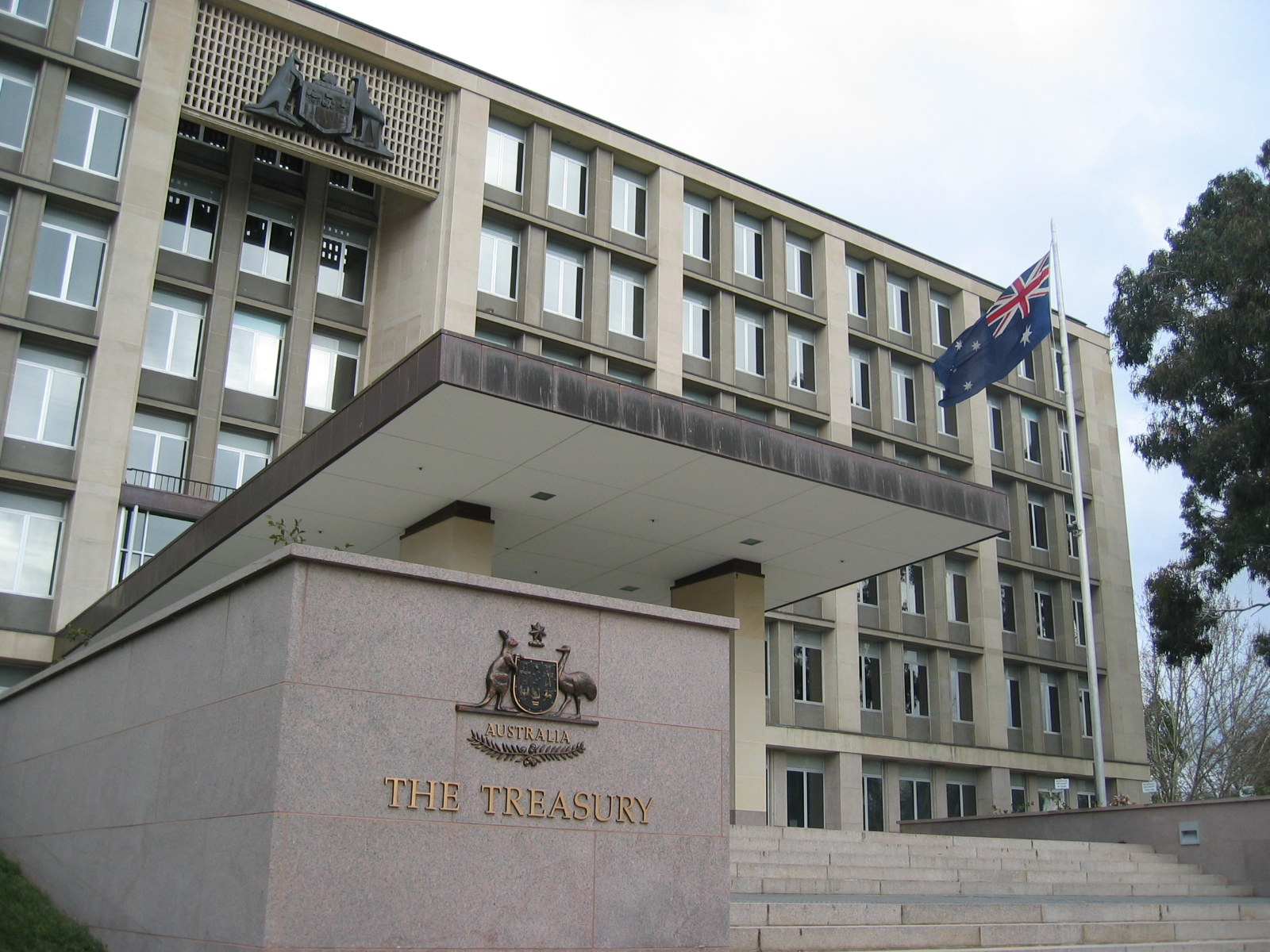
Многие жители Канберры работают в правительственных учреждениях, например, в Казначействе Австралии

Основу экономики Канберры составляет правительственный сектор, прежде всего федеральное правительство Австралии. Значительную часть экономики территории в 2014 году составляли строительство, здравоохранение, торговля, сфера высшего образования и услуг. По состоянию на май 2011 года уровень безработицы в Канберре составлял 3,4 %, что ниже общенационального уровня, составлявшего 5,1 % (несмотря на то, что в отдельных секторах экономики существует нехватка рабочей силы). В результате низкого уровня безработицы и высокой занятости в государственном и коммерческом секторах в Канберре самый высокий уровень чистого дохода среди всех австралийских столиц. Средняя недельная ставка заработной платы жителя Канберры составляет AUD$1702, в то время как в общем по Австралии — AUD$1485,80. Средняя стоимость жилого дома в городе в сентябре 2009 года равнялась AUD$511 820, что ниже, чем в Сиднее, но выше чем в Мельбурне и Перте. Средняя стоимость дома в сентябре 2006 года составляла AUD$375 000, а в ноябре 2006 года — AUD$411 305. Средняя еженедельная арендная плата в Канберре выше, чем в любом другом штате или территории Австралии. Например, в январе 2014 года она составила $410 в неделю, что ставит город на третье место по дороговизне в стране.
Основными сферами экономики являются правительственное администрирование и оборона, в которых занято около 33,9 % жителей Канберры (в целом они дают 29,8 % внутреннего валового продукта территории). Среди работодателей в государственном секторе выделяются Министерства обороны, финансов, иностранных дел и торговли, казначейство. Часть учреждений австралийских вооружённых сил расположены в городе или недалеко от него. Бывшая военная база Фэрбэрн, расположенная рядом с Международным аэропортом Канберры была продана операторам аэропорта и в настоящее время обслуживает VIP клиентов.
В городе также расположен ряд производителей программного обеспечения, обслуживающие правительственные учреждения: QSP, TOWER Software, RuleBurst и The Distillery.

## Демография

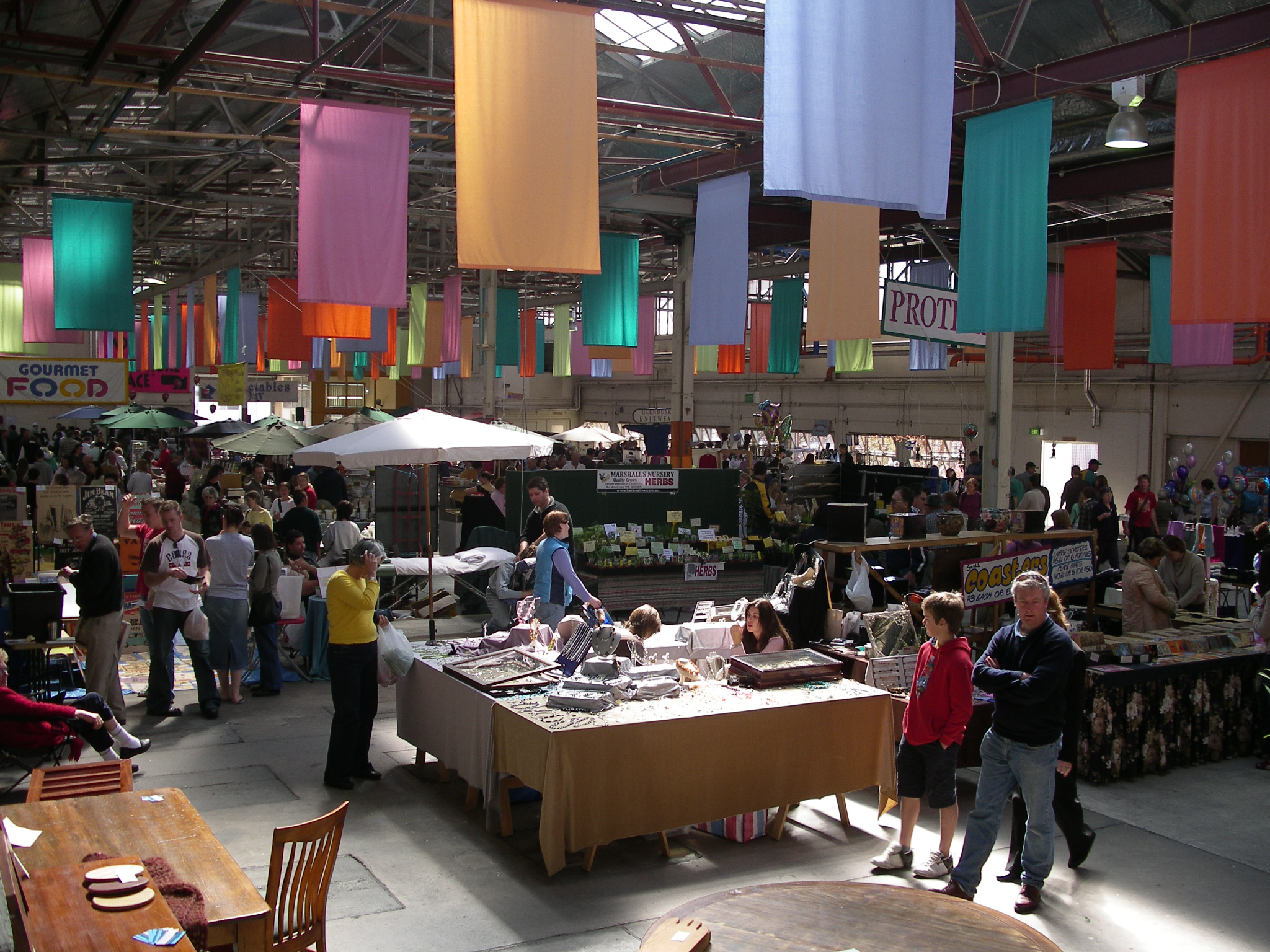
Торговля на рынке в районе Кингстон.

По состоянию на март 2021 года численность населения Канберры составляла 431 826 человек, а плотность населения — 530 человек на км² (сравнительно крупная цифра по сравнению с другими городами Австралии). Согласно переписи 2001 года, 1,2 % населения города составляли австралийские аборигены, а 21,6 % — родились за пределами Австралии. Большая часть людей, родившихся за границей, являются родом из англоговорящих стран, прежде всего, Великобритании и Новой Зеландии. Значительная доля иммигрантов родом из Германии, Италии и Вьетнама. Русская община малочисленна, насчитывает несколько сот человек, представлена иммигрантами трёх поколений. В последнее время растёт доля выходцев из стран Восточной и Южной Азии. Для большинства жителей Канберры родным языком является английский; многие знают китайский, итальянский, хорватский и греческий языки.
Население Канберры сравнительно молодое. Средний возраст жителей города составляет 32 года, и только 8,3 % населения — жители старше 65 лет. С 1996 по 2001 год 61,9 % населения въехало или выехало из Канберры, что является вторым самым высоким уровнем мобильности среди других австралийских столиц. По состоянию на май 2013 года 45 % жителей Австралийской столичной территории в возрасте от 25 до 64 лет имели подготовку образования, соответствующую уровню бакалавра, что выше национального показателя, который составляет 29 %. Примерно 44 % населения Канберры считают себя христианами (либо католиками, либо англиканцами), менее 3 % исповедуют другие религии, 29 % являются атеистами.
По состоянию на 2012 год наиболее типичным видом преступления являются преступления, посягающие на собственность, незаконное проникновение в помещение с умыслом и кража автомобилей. Численность убийств и связанных преступлений, как и нападений и изнасилований, ниже общенационального уровня.

## Образование

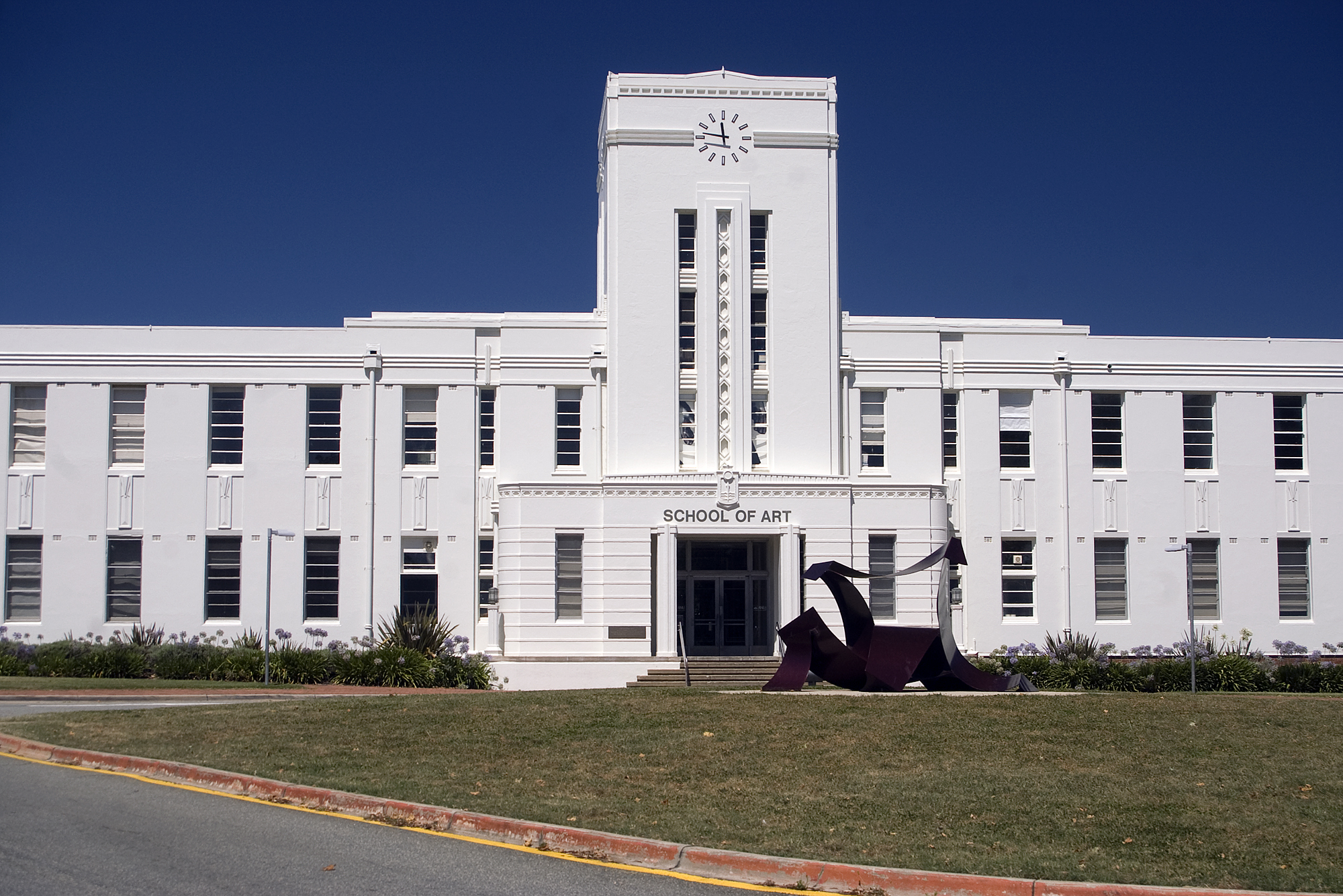
Школа искусств в Австралийском национальном университете.

Крупнейшими учебными заведениями Канберры являются Австралийский национальный университет (англ. Australian National University, ANU), расположенный в районе Эктон (англ. Acton), и Университет Канберры (англ. University of Canberra, UC) в районе Брюс (англ. Bruce). Австралийский национальный университет был основан в 1946 году в качестве исследовательского университета. В нём продолжают проводиться различные исследовательские работы.
Как Австралийский национальный университет, так и Университет Канберры, имеют собственные кампусы не только в Австралии, но и за её пределами. В Канберре также расположены кампусы двух религиозных «университетов»: Австралийского католического университета (англ. Australian Catholic University) и Университета Чарльза Стёрта (англ. Charles Sturt University).
Рядом с районом Кэмпбелл (англ. Campbell) расположены Академия австралийских вооружённых сил (англ. Australian Defence Force Academy, ADFA) и Королевский военный колледж (англ. Royal Military College). В Академии австралийских вооружённых сил обучаются студенты и аспиранты, и академия является официальным кампусом Университета Нового Южного Уэльса. Получить высшее профессионально-техническое образование возможно в кампусе Института технологий Канберры.
В феврале 2004 года в городе действовало 140 государственных и частных школ. Из них 96 школ были государственными, а 44 — частными. В 2006 году правительство Австралийской столичной территории объявило о закрытии до 39 школ, что стало выполнением программы «На пути к 2020 году: обновление наших школ» (англ. Towards 2020: Renewing Our Schools), которая предусматривает создание укрупнённых школ до 2020 года. В большинстве районов действуют дошкольные учреждения и начальные школы. Школы обычно расположены рядом с открытым пространством.

## Культура

### Искусство и развлечения

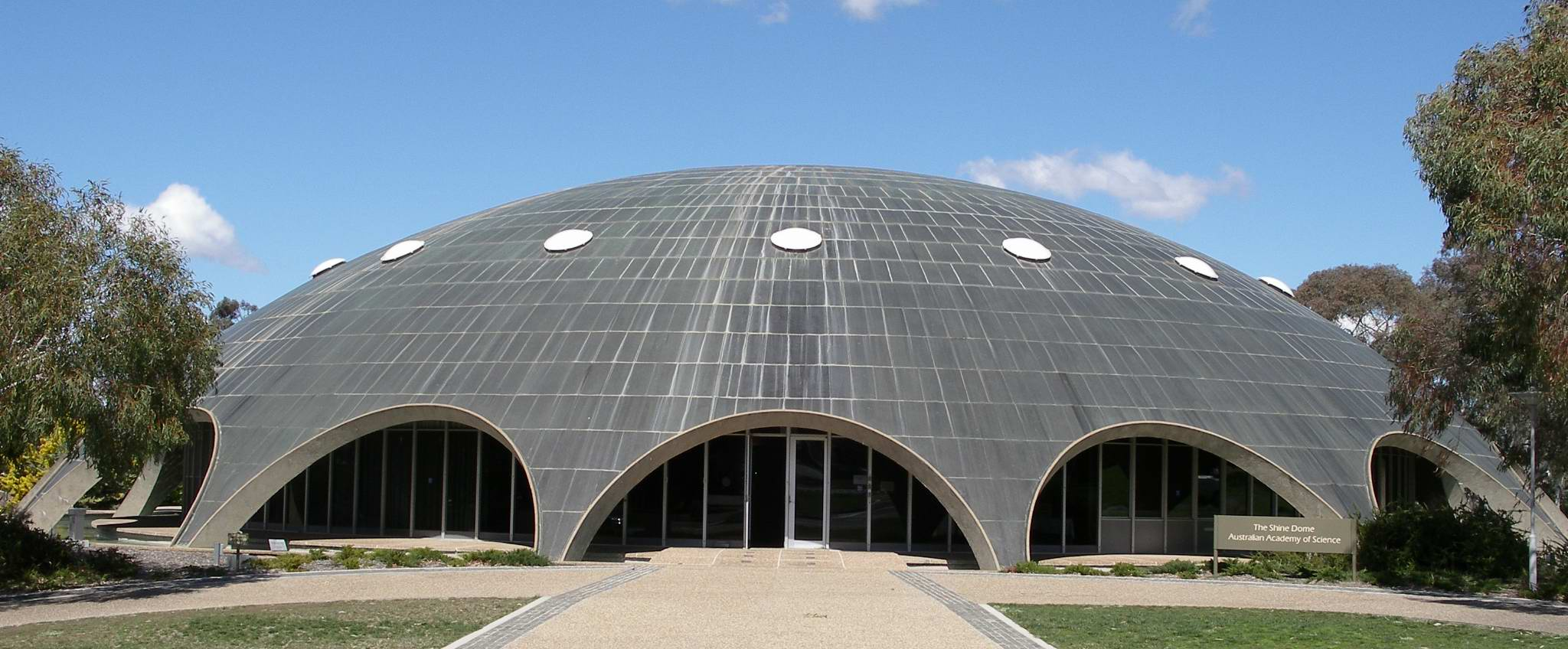
Австралийская академия наук

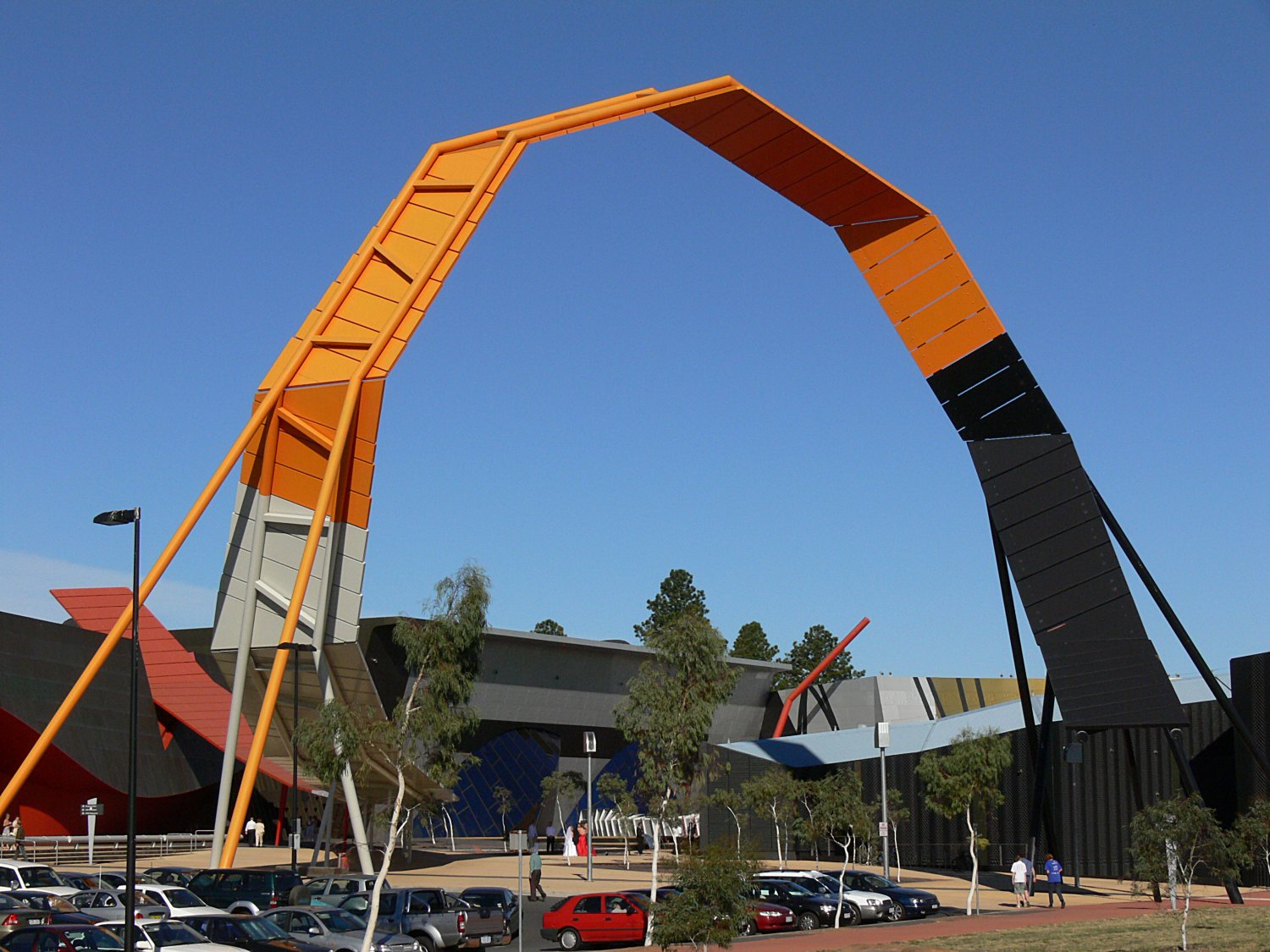
Национальный музей Австралии, который был открыт в 2001 году, информирует посетителей об общественной жизни страны. Архитектура здания довольно смелая для города

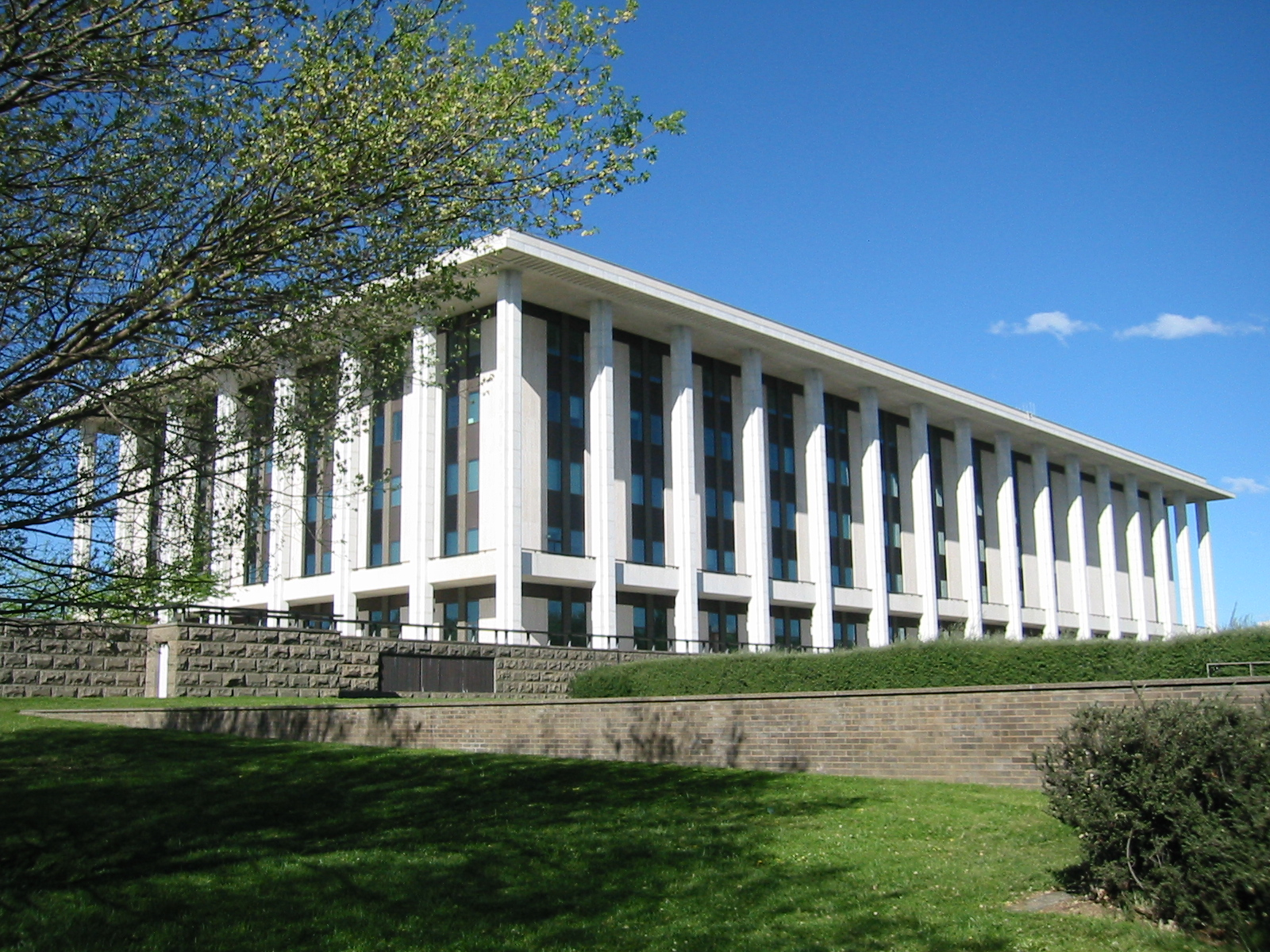
Согласно австралийскому законодательству, в Национальной библиотеке Австралии должны храниться копии всех книг, изданных на территории страны.

В Канберре расположены многие национальные памятники и учреждения, например, Австралийский военный мемориал (англ. Australian War Memorial), Национальная галерея Австралии (англ. National Gallery of Australia), Национальная портретная галерея (в настоящее время расположенная в здании старого парламента, англ. National Portrait Gallery), Национальная библиотека Австралии (англ. National Library of Australia), Национальный архив Австралии (англ. National Archives of Australia), Музей и картинная галерея Канберры и Национальный музей Австралии (англ. National Museum of Australia). Многие здания правительственных учреждений Австралийского Союза, расположенные в Канберре, открыты для общественности, в том числе, здание парламента Австралии, Высокий суд и Королевский австралийский монетный двор (англ. Royal Australian Mint). У искусственного озера Берли-Гриффин расположен памятник Джеймсу Куку (англ. Captain Cook Memorial) и Национальный карильон (англ. National Carillon). Среди других достопримечательностей города выделяются башня Телсра (англ. Telstra Tower), Австралийский национальный ботанический сад на горе Блэк-Маунтин (англ. Australian National Botanic Gardens), Национальный зоопарк и аквариум (англ. National Zoo and Aquarium) на дамбе Скривнер (англ. Scrivener Dam), Национальный музей динозавров (англ. National Dinosaur Museum) и Национальный научный и технологический центр (англ. Questacon – the National Science and Technology Centre).
В Канберрском музее и галерее, расположенном в центре города, представлена экспозиция, посвящённые местной истории и культуре. Несколько исторических зданий первых европейских поселенцев открыто для общественности: фермы Лейньон (англ. Lanyon Homestead) и Таггеранонг (англ. Tuggeranong Homestead), Магга-Магга (англ. Mugga-Mugga) и дом Бланделлсов (англ. Blundells' Cottage). Дом Кэлпхорпсов (англ. Calthorpes' House) в Ред-Хилле датируется 1920-ми годами. Дом Дантрун (англ. Duntroon House) в районе Кэмпбелл является одной из первых ферм в районе и в настоящее время принадлежит Королевскому военному колледжу.
В Канберре имеется большое количество мест, где исполняется живая музыка, и множество театров: Канберрский театр (англ. Canberra Theatre and Playhouse), где проводятся главные концерты и постановки; Ллевеллин-Холл (англ. Llewellyn Hall) в Школе музыки Австралийского национального университета. На улице Чайлдерс (англ. Childers Street) расположен уличный театр. Старейшим концертным залом Канберры является Альберт-Холл (англ. Albert Hall), открытый в 1928 году, где изначально выступали Канберрское репертуарное сообщество (англ. Canberra Repertory Society) и Канберрская филармония (англ. Canberra Philharmonic Society).
Ежегодно в Университете Канберры проводится музыкальный фестиваль «Стоунфест» (англ. Stonefest). В городе также действует большое количество баров и ночных клубов, которые в основном расположены в районах Диксон (англ. Dickson), Кингстон (англ. Kingston) и в городском центре. Во всех центрах районов имеются собственные театры и кинотеатры, а также библиотеки. Среди наиболее известных культурно-массовых мероприятий выделяются Национальный фестиваль народного творчества (англ. National Folk Festival), Королевское шоу Канберры (англ. Royal Canberra Show), фестиваль автомобилей Саммернэтс (англ. Summernats car festival), Канберрский мультикультурный фестиваль (англ. Canberra Multicultural Festival) и фестиваль «Празднуй, Канберра» (англ. Celebrate Canberra festival), который проводится ежегодно в течение десяти дней в марте в связи с Днём Канберры.

### СМИ

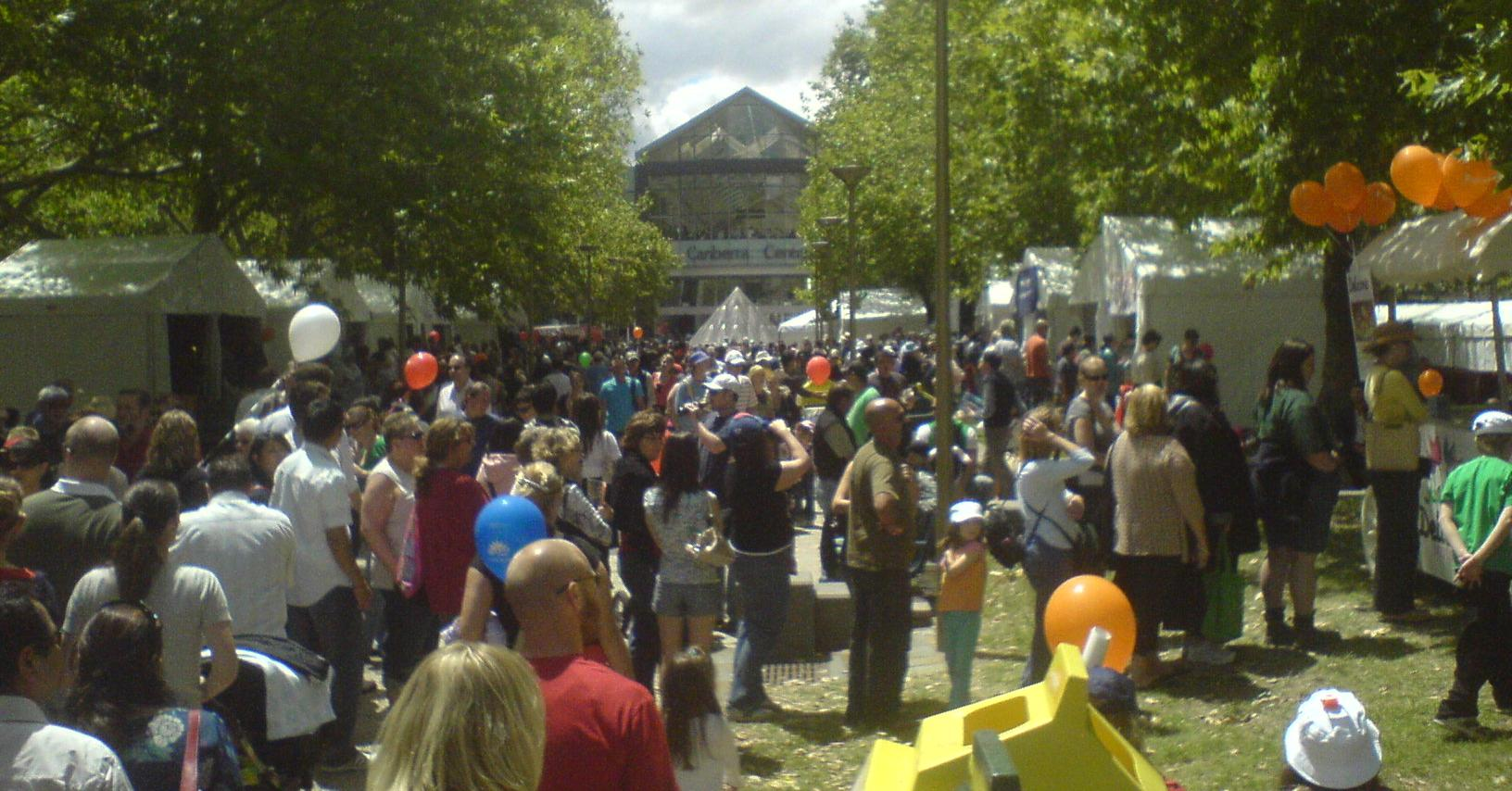
Канберрский мультикультурный фестиваль

В качестве политического центра Австралии, Канберра является местом пребывания главных учреждений СМИ, включая Австралийской радиовещательной корпорации (англ. Australian Broadcasting Corporation), компаний коммерческого телевидения. Центральные газеты страны имеют в городе местные бюро. Многие новостные организации представлены в Пресс-галерее Канберры, в которой работают журналисты, ведущие репортажи из национального парламента.
В городе издаётся ежедневная газета «Canberra Times», основанная в 1926 году, а также ряд бесплатных еженедельных газет, распространяемых в отдельных районах Канберры. В столице также действуют свободные аналоговые телевизионные станции, в том числе, две правительственные (ABC и SBS) и три коммерческих (Prime, WIN и Southern Cross Ten), а также четыре цифровые — Prime HD, WIN HD, ABC2 и SBS News.
Абонентские телевизионные услуги доступны через спутниковое телевидение, предоставляемое компанией Foxtel, и кабельное телевидение, предоставляемое местной телекоммуникационной компанией TransACT. В Канберре также вещает несколько радиостанций: Radio 2XXfm, Artsound, Valley FM 89.5 и Radio 1RPH, Capital Radio Network (1053-2CA и 1206-2CC), Canberra FM Radio (104.7) и MIX 106.3.

### Спорт

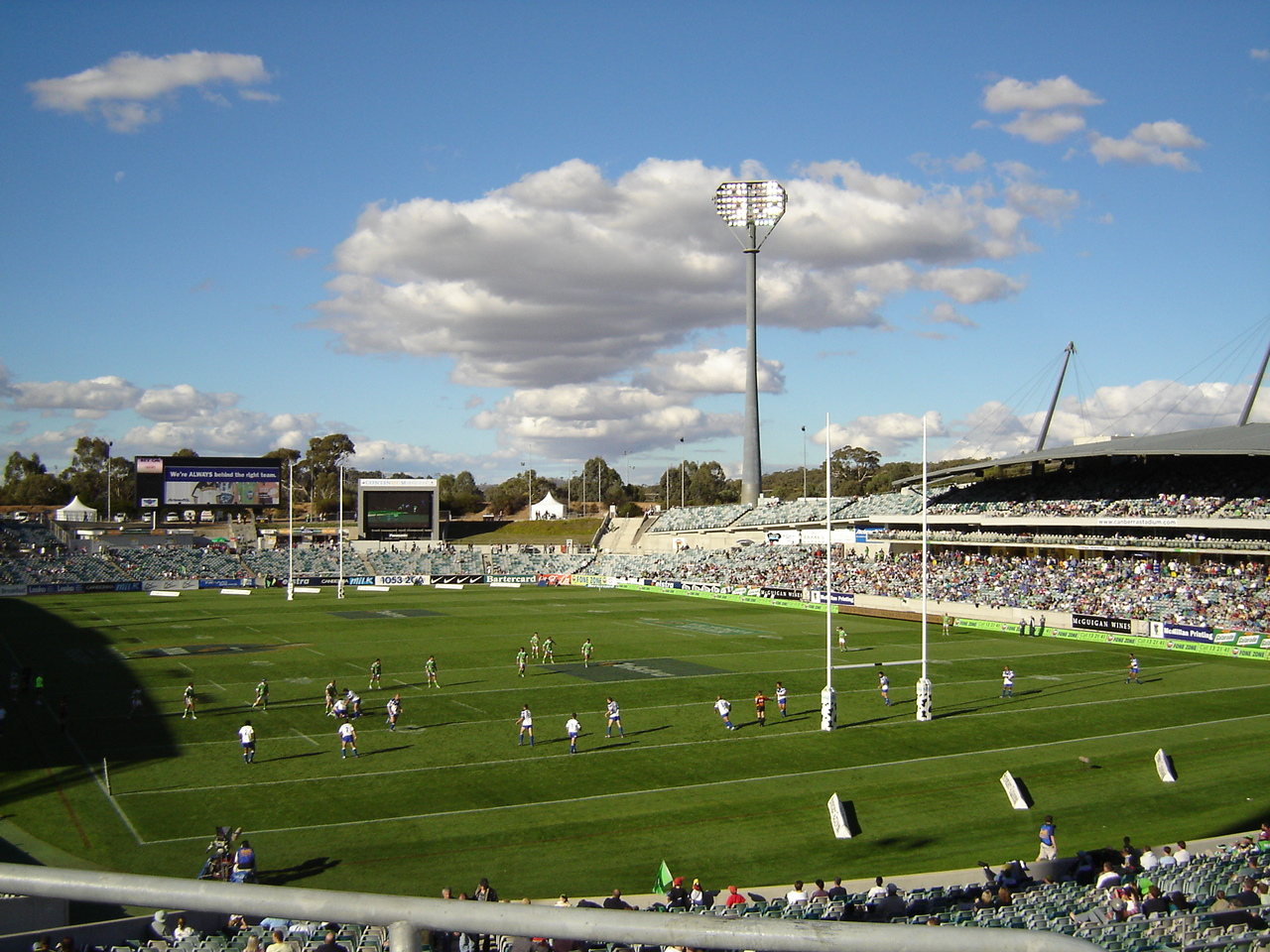
Игра в регби-лиг на центральном стадионе города

Помимо местных спортивных лиг в Канберре также есть спортивные команды, участвующие в национальных и международных лигах. Самыми известными из них являются команды «Canberra Raiders» и «ACT Brumbies», играющие в регби-лиг и регби и уже становившиеся чемпионами в своих лигах. Обе команды проводят домашние игры на центральном стадионе города. У Канберры есть собственная баскетбольная команда «Canberra Capitals», которая в 2006 и 2007 годах выигрывала в Национальной баскетбольной лиге.
Другими популярными играми в городе являются нетбол, хоккей на траве, хоккей с шайбой и крикет. На местном стадионе «Manuka Oval» играют в крикет и австралийский футбол. В Канберре ежегодно проводится марафон.
В районе Брюс расположен Австралийский институт спорта (англ. Australian Institute of Sport), являющийся специализированным образовательным и тренировочным учреждением.
В Канберре есть множество небольших стадионов, полей для гольфа, скейт-парков, теннисных кортов и бассейных комплексов. В городе действует широкая сеть дорожек для велосипедистов. Широко представлены водные виды спорта.

## Инфраструктура

### Здравоохранение

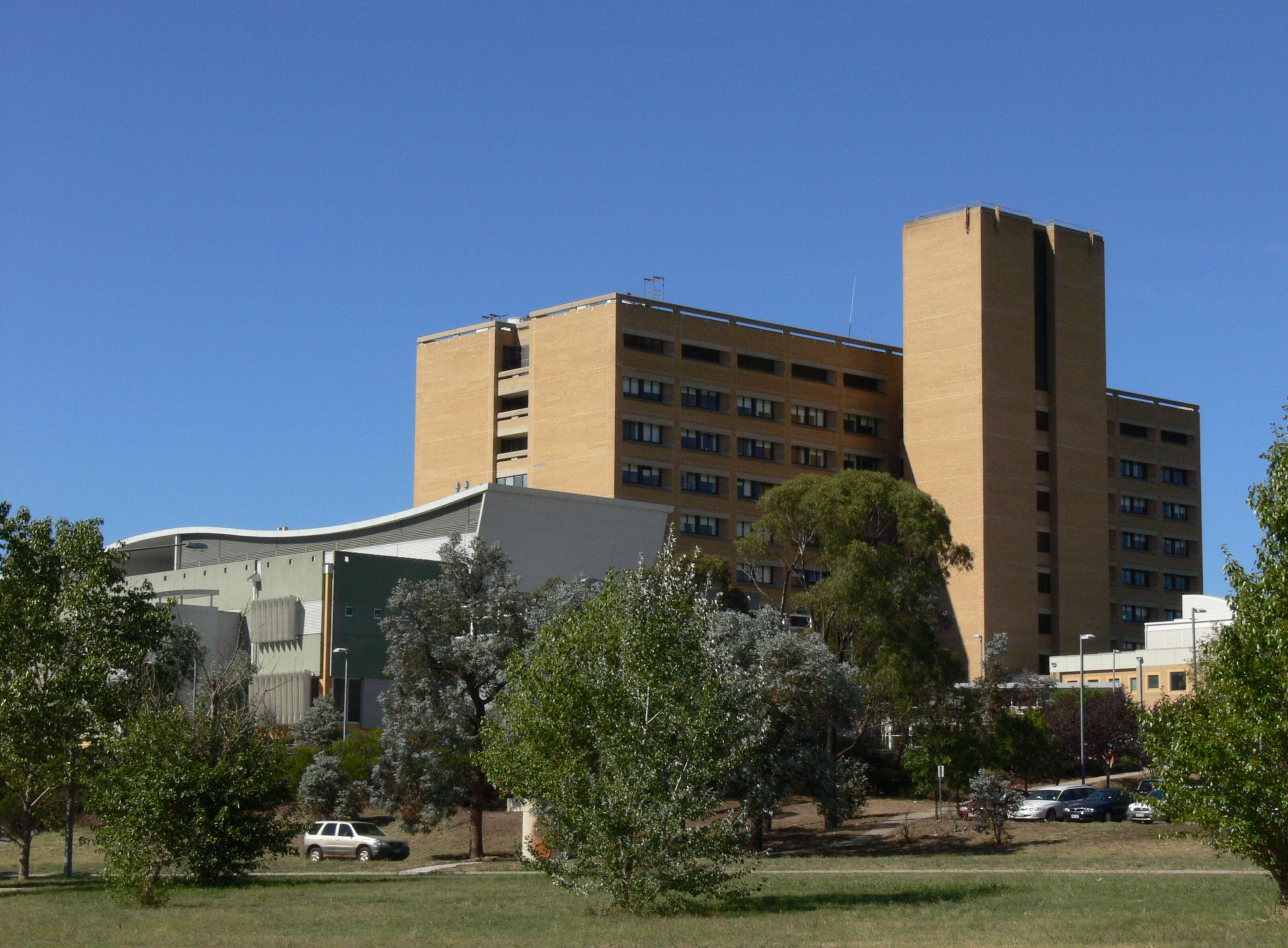
Больница Канберры

В Канберре действуют две государственные больницы: 600-местная Больница Канберры (в прошлом Больница Уоден-Велли), расположенная в районе Гэррен (англ. Garran), и 174-местная Больница Кэлвери, расположенная в районе Брюс. Обе больницы одновременно являются базовыми больницами, в которых проводится обучение будущих медицинских работников. Крупнейшей частной больницей Канберры является Больница Джона Джеймса (англ. John James Memorial Hospital). Среди других частных больниц выделяются Частная больница Кэлвери (англ. Calvary Private Hospital) и Национальная столичная частная больница Хелтскоуп. (англ. Healthscope's National Capital Private). В прошлом на полуострове Эктон также была расположена больница, Королевская больница Канберры (англ. Royal Canberra Hospital), однако 27 ноября 1991 года она была закрыта, а в 1997 году взорвана, чтобы облегчить строительство Национального музея Австралии.

### Транспорт

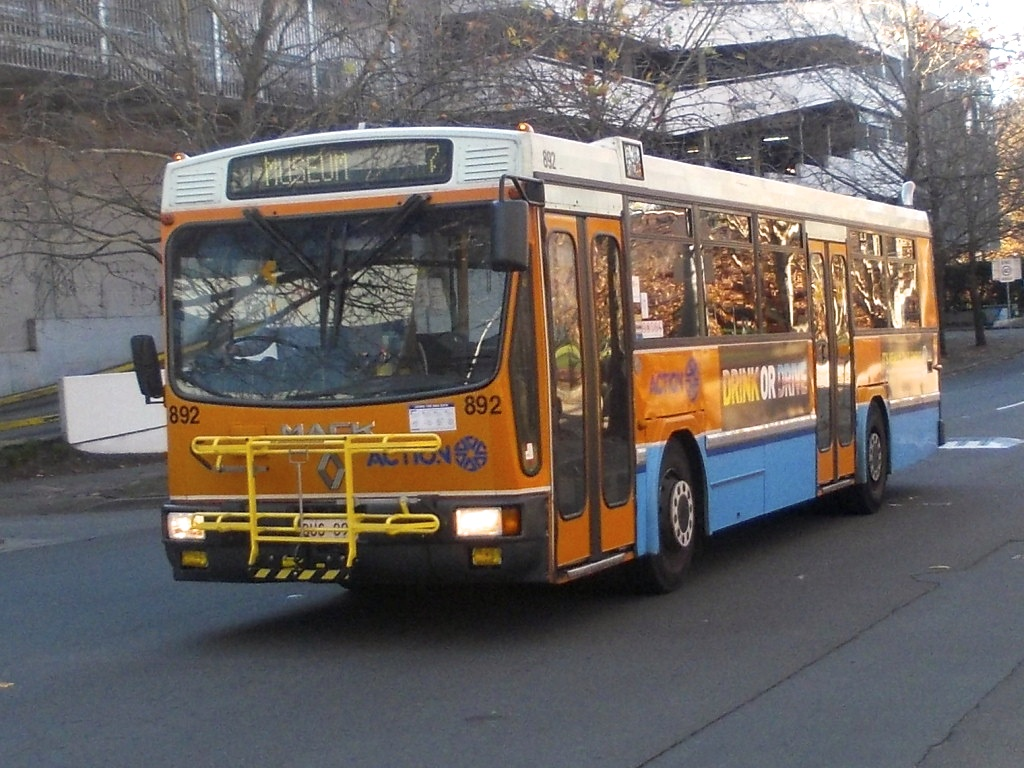
Канберрский автобус ACTION № 892 — Renault PR100-2 с корпусом Ansair (MkII)

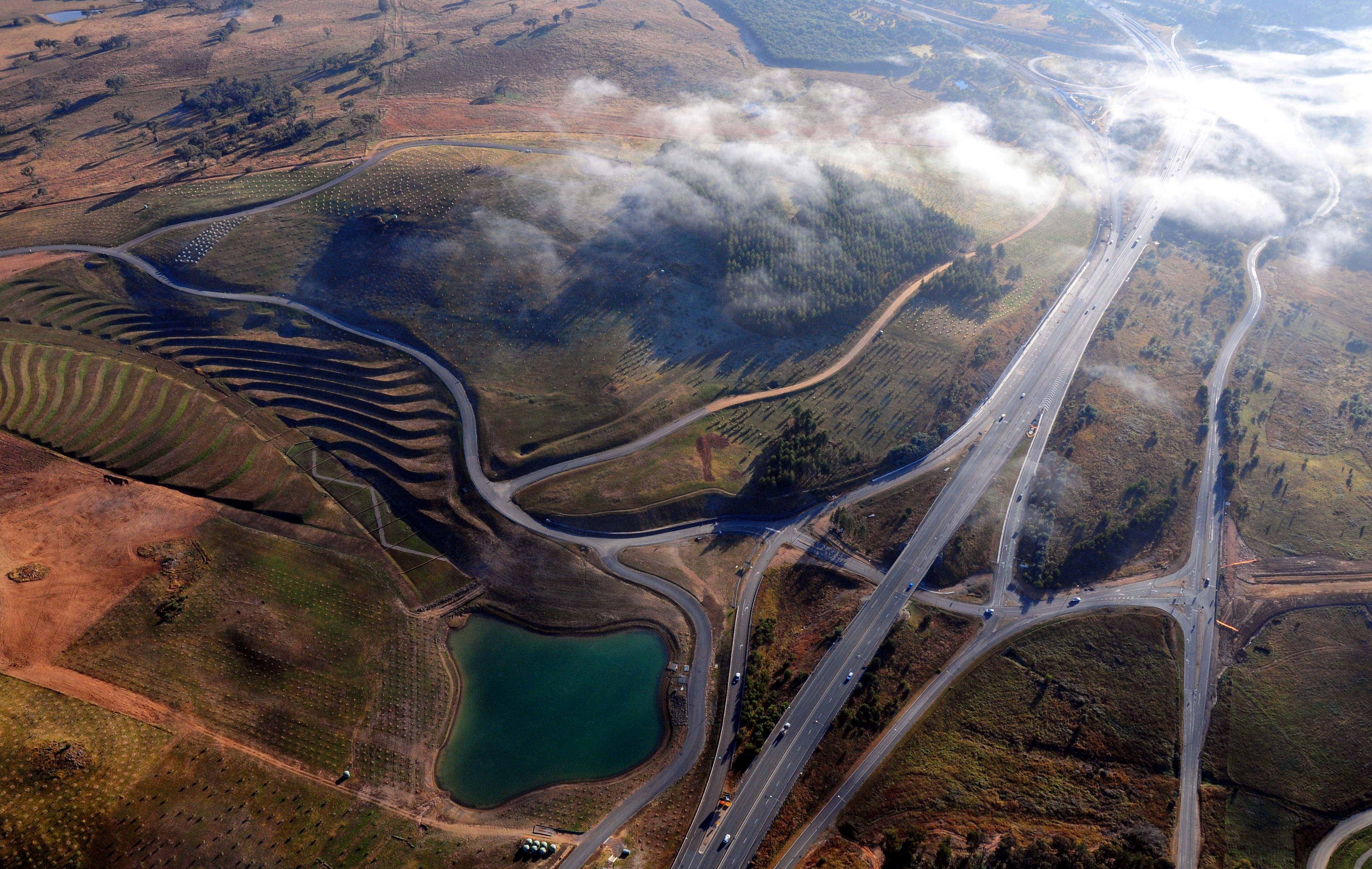
Вид с воздуха на шоссе Таггеранонг — важную транспортную артерию, соединяющую центр Канберры с Таггеранонгом

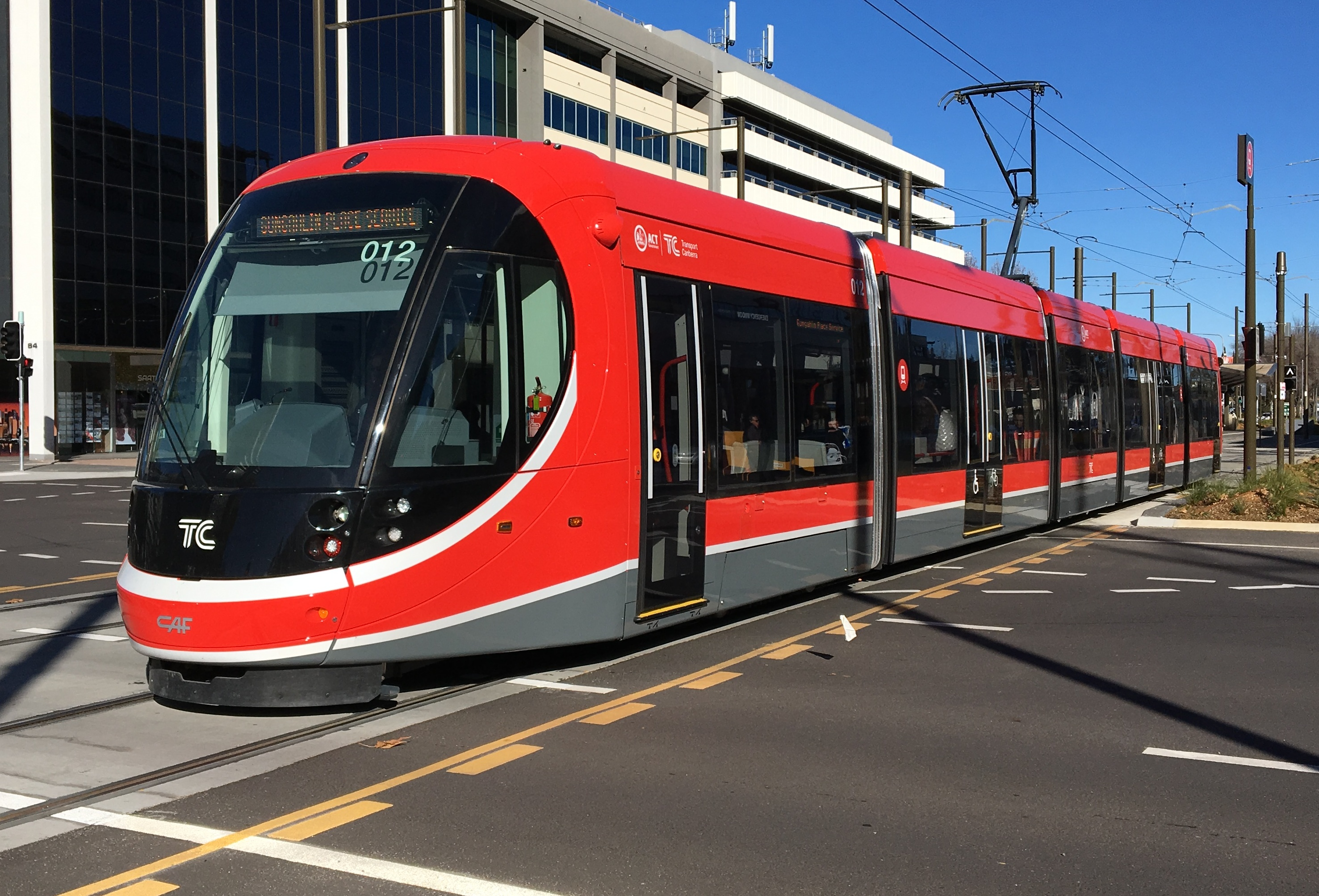
Скоростной трамвай в Канберре

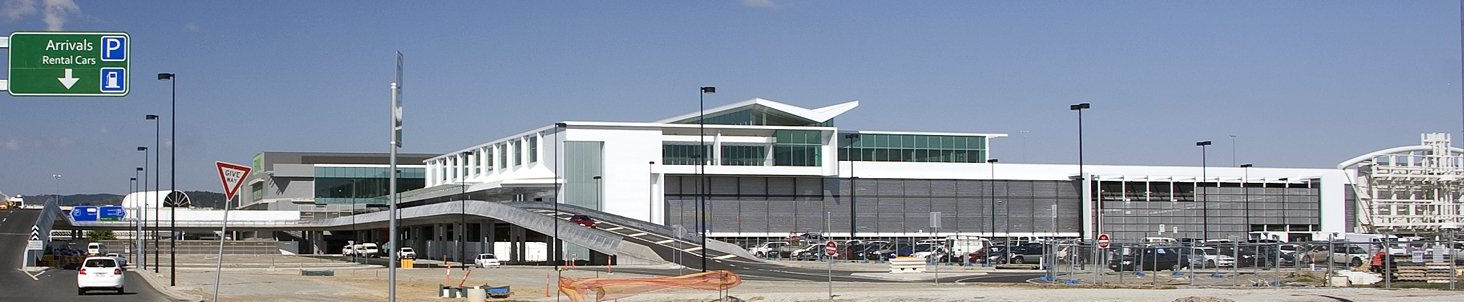
Терминал международного аэропорта

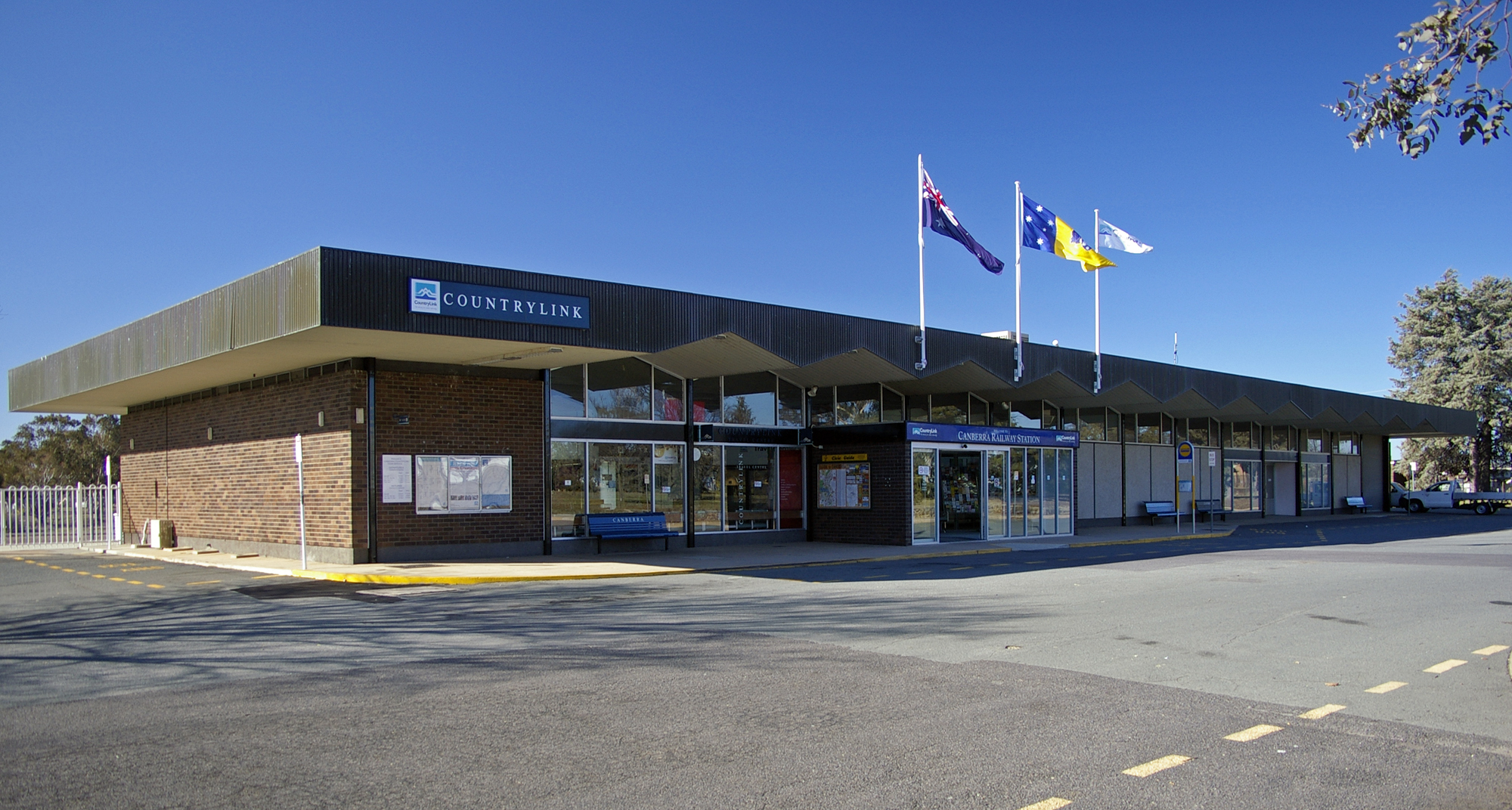
Железнодорожный вокзал Канберры

Основным средством передвижения в Канберре является автомобиль. Проводимая в прошлом градостроительная политика положительно сказалась на существующей дорожной системе, которая отличается высоким качеством дорожного покрытия. Округа Канберры соединены между собой автострадами, скорость движения по которым ограничивается 80—100 км/ч. В большинстве округов районы соединены подъездными путями.
Государственным автобусным перевозчиком в Канберре является компания «Australian Capital Territory Internal Omnibus Network». Частными перевозчиками по городу и соседним районам Нового Южного Уэльса являются «Transborder Express» и «Deane’s Buslines». Тем не менее автобусное сообщение не пользуется особой популярностью у местных жителей: на этом виде транспорта передвигаются только 4,6 % населения Канберры. 5,5 % предпочитают добираться до работы либо пешком, либо на велосипеде. Частные автобусы соединяют Канберру с близлежащими городами в Новом Южном Уэльсе. В городе есть такси (основные компании — «Aerial Consolidated Transport» и «Cabxpress»).
В 2019 году в Канберре открылась система легкорельсового транспорта (скоростного трамвая), соединяющая городской район Гангалин с центром города. На 2022 год линия состоит из 14 станций.
Город соединён железнодорожным сообщением с другими городами Австралии. Железнодорожная станция Канберры расположена в районе Кингстон. Между 1920 и 1922 годами железнодорожная ветка пересекла реку Молонгло и устремилась на север, однако после наводнения она была закрыта и больше никогда не восстанавливалась.
В Канберре развита сеть велосипедных дорожек, которые связывают все городские округа, а также ряд специализированных горных треков для занятий велоспортом.
Канберра находится в трёх часах езды на автомобиле из Сиднея по федеральной дороге (Национальное шоссе 23, англ. National Highway 23), которая связана с Национальным шоссе 25, и в семи часах от Мельбурна по Национальному шоссе 25.
До 2016 года из аэропорта Канберры осуществлялись только внутренние авиаперелёты, как правило, до Сиднея, Мельбурна, Брисбена, Аделаиды и Перта, авиакомпаниями Qantas и Virgin Australia. Сгачала 21 сентября 2016 года авиакомпания Singapore Airlines открыла первый прямой международный рейс , а в ноябре 2016 года уже авиакомпания Qatar Airways анонсировала международные рейсы из Канберры.

## Города-побратимы
Канберра является городом-побратимом следующих городов:
- Нара, Япония[171]
- Пекин, Китай (14 сентября 2000)[171]